# Wolseley Motors
Wolseley (Волслі) — з 1901 року британська автомобільна марка, що спеціалізувалася на випуску ексклюзивних і представницьких автомобілів. Штаб-квартира — в Бірмінгемі. У 1935 увійшла до складу компанії Morris, а потім BMC і British Leyland. З 2005 року маркою володіє китайський концерн Nanjing NAC.

## Сім'я Волслі
Марку Wolseley можна віднести до піонерів англійського автопрому, більше того, бренд існував на автомобільній карті світу протягом 80 років, але тепер, на жаль, про нього мало хто пам'ятає, так само як і про людей, які працювали на славу марки.

### Фредерік Йорк Волслі
Фредерік Йорк Волслі народився в Дубліні 1837 року в сім'ї баронета Гарнета Джозефа Волслі. Через три роки його батько помер, залишивши в спадок тільки пенсію майора Особистого королівського піхотного шотландського полку. Коли хлопцеві виповнилося 17 років, він покинув родину й вирушив до Австралії, де влаштувався на ферму; незабаром господар ферми, Релстон Колдвел, стане його зведеним братом. А поки Волслі працює на «брата» на його вівцефермі, у 1859 році Волслі купує станції Тулі і Кобрам (станцією в Австралії називали ранчо або, грубо кажучи, пасовища для овець). Австралія в той час була головним постачальником вовни на світовий ринок.

### Гарнет Джозеф Волслі Молодший
У 1868 році за фінансової підтримки свого старшого брата Гарнета Джозефа Волслі Молодшого починає конструювати машинку для стрижки овець. До речі, його старший брат зробив блискучу кар'єру на військовому поприщі. Г. Д. Волслі Мол. в 1892 році стане фельдмаршалом Британської армії, а поки, до цього моменту, старший син майора Волслі встиг повоювати в Бірмі (де був сильно поранений у стегно), в Криму (до речі, там він втратив око і був останнім з британців, які залишили півострів після облоги Севастополя), брав участь у придушенні заколоту в Індії і в «опіумній війні» в Китаї, в 1859 році отримує звання підполковника. А з 1861 року він перебував у Канаді, звідки, до речі, з особистої ініціативи вирушив до жителів півдня як спостерігач і, найімовірніше, як радник, бо Велика Британія під час Громадянської війни підтримувала конфедератів, до речі, тому Волслі й відправили до Канади, тому що стався витік інформації в дипломатичній пошті. Коротко кажучи, полковнику Гарнету Волслі було потрібно допомагати своєму молодшому братові.

## Заснування компанії

### Wolseley Sheep Shearing Machine Company
У жовтні 1869 р. Фредерік Волслі реєструє фірму Wolseley Sheep Shearing Machine Company, яка тримає патент у Британії, у всіх її колоніях на машинку для стрижки овець, хоча довести до розуму він свою машинку зміг тільки в 1872 році, але ж ідею міг підглянути хтось головатіший і рукатіший, так що Фредерік Йорк підстрахувався. Поступово Волслі купував нові станції, як, наприклад, Євроком, яка і стала його будинком. Він продовжував займатися конструюванням агрокультурних механізмів, а в 1887 році наймає як головного інженера Герберта Остіна, молодого чоловіка, який був таким же іммігрантом, як і сам Волслі. Остін займався продажем обладнання в Північному Мельбурні, і коли Волслі продемонстрував свій механізм йому, то на нього обрушився шквал критики, тоді Волслі вирішує найняти цього «вискочку», якщо він так розбирається в конструкції механізмів.
У 1889 році Волслі переводить свої активи до Великої Британії, де в Бірмінгемі він засновує фірму Wolseley Sheep Shearing Machine Co, у цей же час Герберт Остін стає головним майстром на заводі, що належить Волслі — Goldsbrough, Mort and Co. Ltd, який знаходиться в Мельбурні і який виготовляє машинки для стрижки овець. 1893 року з'ясовується, що фірма продала тисячі бракованих машинок через англійську контору, Волслі бере з собою Остіна і вирушає до Бірмінгема, проте в Волслі, який хворий на рак, гіршає стан, він робить Остіна главою англійської фірми, сам остаточно відходить від справ у 1894 році, переїхавши назад в Австралію.

### Перші транспортні засоби Герберта Остіна під маркою Wolseley
Тим часом Остін, який стає босом, має потяг до всіляких механізмів, він почув, що в Німеччині та Франції є самохідні екіпажі, він бажає на власні очі ознайомитися з ними. Вирушивши до Франції, він знайомиться з «возами» Леона Болле. Повернувшись додому, він починає конструювати власний аналог, який, на відміну від прототипу, одержує не одноциліндровий двигун, а V2 повітряного охолодження, який був збалансованішим, ніж моноциліндровий двигун.  Коробка передач була 3-ступінчастою з ремінним приводом, але вона не мала зчеплення: коли передачі включалися, то ремінь автоматично продовжував ковзати.

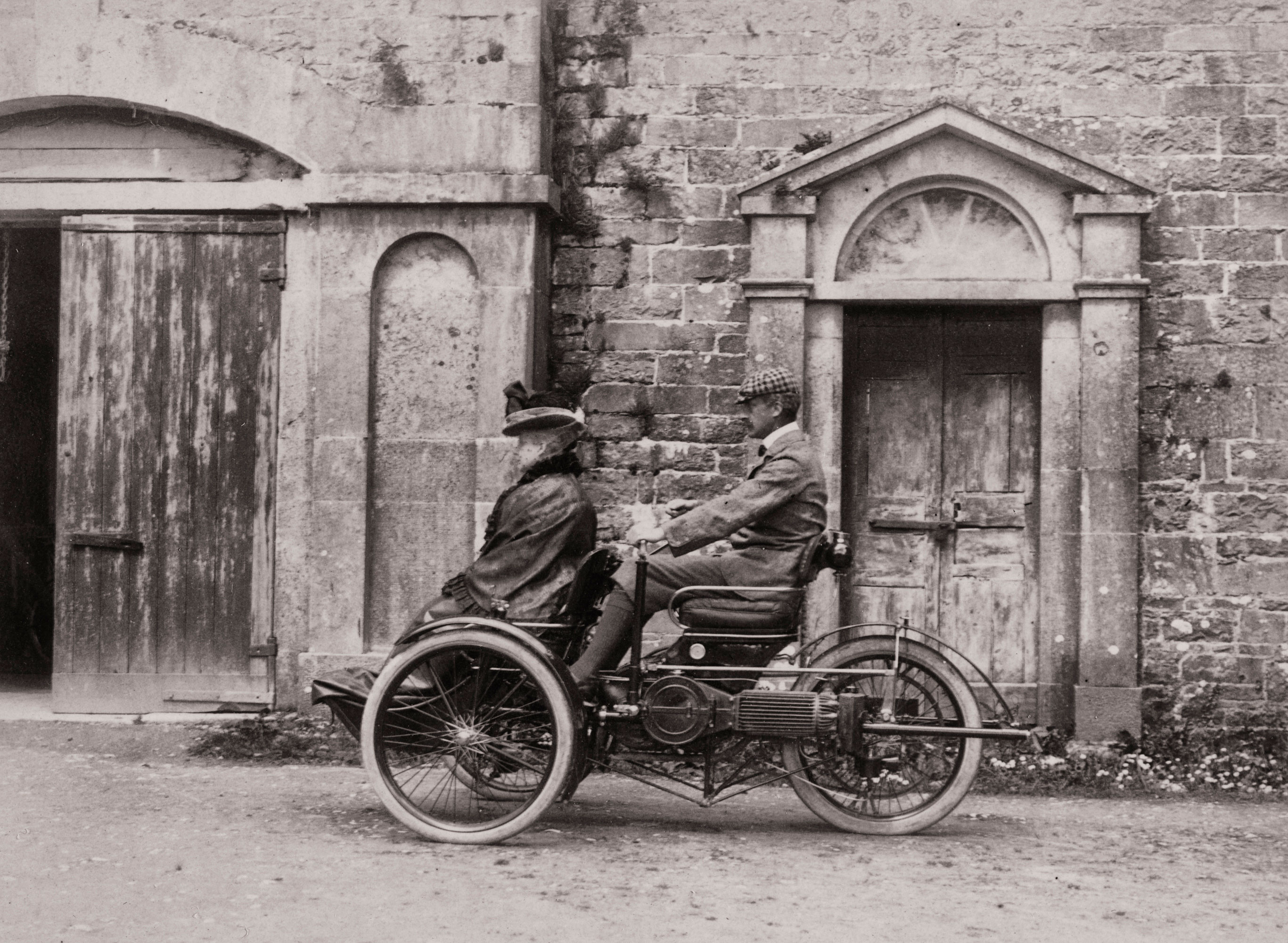
Перший трицикл Wolseley, побудований Остіном за типом Болле

Однак почати виробництво цієї машини, побудованої взимку 1895-1896 років, не вдається, бо виявляється, що British Motor Syndicate володіє патентом на винаходи Болле у Великій Британії, а починати свою справу із судової тяганини Остіну не хотілося. Герберт Остін вирішує розробити власну конструкцію трицикла. Він будує в тому ж 1896 році трицикл, який отримує незалежну задню підвіску, центральне розташування 2-сильного мотора водяного охолодження і 2-ступінчасту коробку передач, яка, до того ж, мала задній хід. До речі, двигун, виготовлений так само Остіном, мав блок циліндрів і картер, вилиті з бронзи. Цей трицикл виставляється в Кришталевому палаці, де проходить Національна велосипедна виставка, але ні на виставці, ні по газетній рекламі знайти покупця для цього транспорту не вдалося.
У червні 1898 Герберт Остін зробив на цій машині 400-кілометровий вояж з Бірмінгема в Ріл і назад з середньою швидкістю в 13 км/год, довівши надійність свого транспортного засобу. В цей же час в Англію повертається Фредерік Волслі, який практично відразу після нового 1899 року помирає вдома у віці 80 років, не залишивши спадкоємців. Що дивно, сам він до автомобілів відношення не мав, але Герберт Остін увічнив його ім'я в залі автомобільної слави.
У 1899 році Остін будує ще одну машину, цього разу чотириколісну. Тепер машина мала одноциліндровий мотор об'ємом 1.3 л, що   розвивав потужність 3.3 к/с, встановлений горизонтально, тобто поршень ходить убік. Ця особливість стане основною прикметою автомобілів цієї марки, поки відповідальним за розробку автомобілів буде Герберт Остін. Наприкінці січня 1900 проходить велосипедна і автомобільна виставка «The Midland Cycle and Motor Car Exhibition», у рамках 4-денного заходу проводяться змагання, але гонки не носять офіційний характер, тому що вони були під забороною у Великій Британії, проте конкурсанти пронумеровані, а переможцем вважається екіпаж, що першим приїхав за маршрутом Бірмінгем-Ковентрі-Бірмінгем (разом 61 км), плюс до цього треба було подолати пагорб Макноу Хілл. Герберт Остін, що виставив своє дітище на цій виставці і виявив бажання взяти участь у змаганнях, приходить другим до фінішу на своєму, як було заявлено в каталогах, Wolseley Voiturette 3 ½ НР.
У квітні 1900 Остін вирішив особисто взяти участь в 1000-мильному марафоні по Англії і Шотландії, планувалося ознайомити жителів західної частини країни, так званої середньої землі, і півночі з автомобілями, тому що тільки-тільки був скасований закон про «червоний прапор», а автомобілі в Англії не стали такою буденною справою, як у Франції. У підсумку марафон йшов за маршрутом: Лондон (звідки і стартували), Бристоль, Бірмінгем, Манчестер, Дербі, Кендал, Карлайл, Единбург, Ньюкасл, Лідс, Шеффілд, Ноттінгем, Лондон, по дорозі машини повинні були перетнути і чотири пагорба. На старт було заявлено 83 екіпажі, з яких допустили до старту 65, до столиці Шотландії дійшла 51 машина, а назад у Лондон прибуло трохи більше половини, а саме, 35 автомобілів, серед яких був і Wolseley. Герберт Остін приїжджає першим у своєму класі В, як нагороду він отримує срібну медаль від Французького автоклубу і 10 фунтів стерлінгів від газети Daily Mail. Цю суму можна порівняти за ціною автомобіля — каталоги фірми Wolseley пропонували цю модель за 270 фунтів. Перемога Остіна була ще примітна тим, що він був єдиним, хто керував Wolseley, при цьому в пробігу брало участь велика кількість автомобілів марок Daimler і Panhard et Levassor. 1900 року Остін будує аналогічну машину, але на яку було встановлено кругле кермо, проте рада директорів зволікала з масовим виробництвом автомобілів, намагаючись робити основний упор все-таки на машини для стрижки овець.

## Wolseley Tool & Motor Car Company за підтримки Vickers, Sons and Maxim (1901—1927)
У цей же час Сер Гайрем Стівенс Максим, автор «кулемета Максима», який був завзятим автомобілістом, зауважує здатності Герберта Остіна. Він пропонує Остіну взяти участь у спорудженні літака з паровим двигуном. Максим був членом правління фірми Vickers, Sons and Maxim, і коли він дізнається, що Остіну не дають члени правління фірми добро на виробництво автомобілів, то фірма Гайрема Максима створює компанію Wolseley Tool & Motor Car Co Ltd, яка викуповує у Wolseley Sheep Shearing Machine Co всі винаходи Остіна, стара фірма за договором продовжує робити свої машинки для стрижки овець і не повинна лізти в автомобільне виробництво. Генеральним директором новоствореної в 1901 році фірми стає Герберт Остін, а сама фірма розташовується в Аддерлі Парк, де був куплений завод Stanley Brothers and Westwood Ltd, проте сам Остін залишається і членом правління Wolseley Sheep Shearing Machine Co, маючи 33 відсотки акцій компанії.
У травні 1901 на зміну моделі 3 ½ НР з'являється 5НР, яка мала той же об'єм мотора, з якого вдалося зняти 5 к/с, разом з нею дебютувала 2-циліндрова модель 10НР з 2.6 л двигуном, яка відрізнялася базою коліс. Ці дві моделі могли оснащуватися кузовами типу фаетон або тонно, а також фургон. Крім них була ще модель 20НР Racing, гоночний автомобіль з 20-сильним 2.6 л 4-циліндровим мотором, всі ці моделі отримали ланцюгову передачу замість ремінної, що покращувало характеристики автомобіля.

Wolseley 5HP Tonneau

У 1902 році Остін готує нові, більші моделі: 20НР з 5.2 л, який мав чотири циліндра, і модель 45/50НР, яка мала 8.2 л двигун при всього 3-х циліндрах, крім них з'явилася і 7 ½ НР з одноциліндровим 800-кубовим двигуном. Щоб просувати автомобілі була потрібна реклама у вигляді перемог на змаганнях, але в Англії вони були заборонені по дорогах загального користування, тому Остін вирішує взяти участь в змаганнях, які активно проходять по дорогах Франції, він готує 30-сильний спортивний автомобіль для участі в марафоні Париж — Відень. Остін випробував автомобіль в Бексхілл і Уелбек Парку, розігнавшись за 1000 метрів до швидкості в 70 км/год, однак по прибуттю в Париж автомобіль не зміг стартувати, тому що зламався колінвал, Остін прямо на вулиці замінив його і, подолавши півдороги марафону, повинен був ретируватися, бо поломка повторилася.
Роком пізніше, в травні 1903 року, на марафон Париж-Мадрид фірма виставляє три екіпажі на 30НР, на одній з машин виступає особисто Герберт Остін, проте він і Харві Фостер навіть не доходять до Бордо, де через трагічні події і була зупинена гонка. Третій же екіпаж поповнив список нещасних випадків, Леслі Портер намагався зупинитися перед поїздом і, не впоравшись з керуванням, влетів у будинок біля переїзду, від удару механік загинув на місці, а сама машина згоріла дотла.

### Співпраця з Siddeley Autocar Company
У 1904 році Wolseley Tool & Motor Car Co Ltd починає співпрацювати з фірмою Siddeley Autocar Co, яка з 1902 року випускала власні автомобілі з вузлів фірми Peugeot, тепер Сіддлі завдяки допомозі Ротшильда, чиї друзі володіли фірмою Vickers, Sons & Maxim, якій і належала фірма Wolseley, починає продавати останні під власною маркою, причому автомобілі, виготовлені в Аддерлі Парку, відрізняються від «французьких» автомобілів ланцюговою передачею. Wolseley виробляла для фірми Siddeley три моделі: 6HP (1.25 л 1-цил), 12HP (2.5 л 2-цил) і 20HP (5.2 л 4-цил). У цьому ж році Wolseley отримує прекрасну рекламу, 5.2 л машину, яка тепер мала індекс 24НР, купує королева Олександра, вона вибрала собі кузов типу ландоле.

Wolseley 12HP Tonneau

Тоді ж будуються дві спортивні 96-сильні машини, одна з яких отримує назву Beetle (Жук) через характерний дизайну передка, машина зі скошеним капотом призначалася для Чарльза Роллса, друге авто було побудоване для Чарльза Джерретта. Але, не дивлячись на те, що ні Роллс, ні Джерретт не змогли завоювати кубок на такій машині, для фірми Siddeley будується такий же болід для Сідні Гірлінга, який повинен був виступати на кубку Гордона Беннета на острові Мен в 1905 році.
За кілька днів до Кубка Беннета, який, до речі, пройшов невдало для Гірлінга, відбувається злиття фірм Wolseley Tool and Motor Car Co і Siddeley Autocar Co, остання переходить під контроль першої, попутно закривається спортивна програма фірми, бо захоплення гонками Гербертом Остіном встає в копієчку, додатковий негативний осад стосовно Остіна з'являється через його фанатичну прихильність до горизонтальних двигунів, що ускладнює конструкцію і здорожує її. Тому, бачачи несхвальні погляди в свою сторону, Остін залишає компанію, яку, практично, він і розкрутив, і засновує власну фірму Austin Motor Company разом зі ще трьома людьми, що покинули Wolseley. Джон Сіддлі, який після злиття фірм був на посаді менеджера з продажу, стає керуючим директором нового концерну, з його легкої руки машини починають продаватися під маркою Wolseley-Siddeley, а головний офіс фірми переїжджає в Вестмінстер.
Після виходу Остіна, восени 1905 року, на Лондонському автосалоні демонструють нові моделі як з горизонтальними двигунами, так і з вертикальними: 4-циліндрові 15HP, 18HP, 32HP і 70НР, а також 6-циліндровий 45НР. Найвідомішим з них стає Wolseley-Siddeley 18HP з 3.3 л двигуном. Головний редактор французького автожурналу «Ля Франс Аутомобіле» Поль Меян кидає виклик британським виробникам, треба проїхати 4400 км, щодня приблизно по 350 км без істотних поломок! На кон Меян ставив 10 000 франків, як учасник з французької сторони він виставив свій дворічний De Dietrich 24НР з пробігом в 48 000 км, відповідь йому вирішив дати Монтег'ю Грем-Уайт, зі своїм 18НР, який пробіг до того часу всі 64 000 км, так що машини були не новими на момент старту, який дали в Ліллі. З Лілля машини рушили в бік Мон-Сені, звідти до Ніцци, потім за маршрутом Бордо — Брест — Трувіль — Париж. Обидві машини з честю пройшли випробування, на проколи коліс і перегріви двигунів рефері не звертали увагу, це було нормальним явищем в той час. У підсумку французька преса змушена була визнати, що і по той бік Ла-Маншу вміють робити надійні автомобілі, а британський The Times і зовсім називає машину найнадійнішим автомобілем Британії.
Не дивно, що після такої реклами машину замовив і Герцог Йоркський, майбутній король Едвард VII. 1906 року Лайонел Ротшильд робить інвестиції в компанію, бувши приятелем Сіддлі, і стає одним з директорів фірми, крім нього на головних позиціях у фірмі стає Василь Захарофф, народжений у Константинополі бізнесмен, завдяки якому Максим свого часу і зміг закінчити проєкт над своїм кулеметом. 1906 року дві машини моделі 32НР, спроєктовані Чарльзом Рімінгтоном, виставляються на марафон «Купе дю Матін», який розтягнеться на 9500 км і пройде по гірському ланцюгові Альп і Піренеїв. Обидві машини дійшли до фінішу, до речі, бувши єдиними британськими машинами з сорока двох виставлених екіпажів.
У січні 1907 року в Леньяно була заснована фірма Società Anonima Wolseley Italiana Spa, яка починає випускати по ліцензії автомобілі марки Wolseley під брендом Wolsit. Моделей було всього три: 10/12HP з 2-циліндровим 1.8 л двигуном, 4-циліндрові 16/24НР 3.5 л і 30/40HP з 5.55 л моторами, а так само 6-циліндрова топова модель 45/60HP з 8.2 л двигуном, ці ж моделі до того часу вже випускалися і в Англії, в Англії ж дебютувала модель 14/20HP з 2.6л мотором, яка була злегка зменшеною копією моделі 18НР.

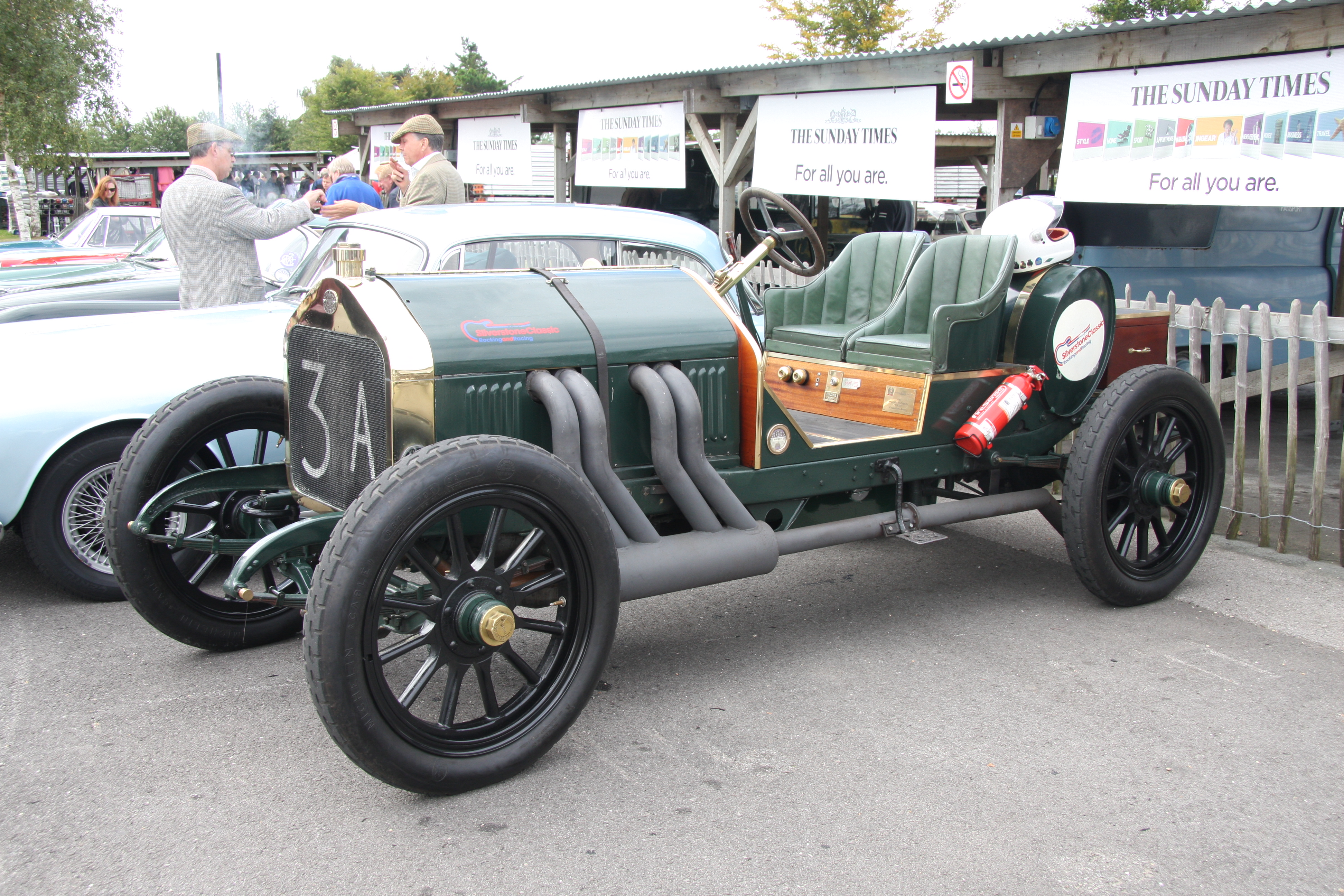
Wolsit 70HP Coppa Florio з 9.5 л мотором

У 1907 році з'являється ще один проєкт: Wolseley Tool and Motor Car Cо спільно з The British Thomson-Houston Company Ltd починає будувати гібридні автобуси, перша фірма спеціалізувалася на бензинових моторах, а коником другої якраз були електромотори та інше електричне обладнання. Вони виробляли гібриди для Лондона, Бірмінгема і Глазго до 1909 року, після BTH Co стала будувати тролейбуси для столиці Великої Британії. До речі, в цей проміжок часу, 1907-1909 років, фірма активно випускає таксомотори, бо в Лондоні монополія 2-циліндрових Renault, тому за два роки було побудовано понад 500 таксокебів на шасі моделі 18НР, один з таких кебів з кузовом ландоле для відновлення свого бізнесу купує і Вільям Морріс.
У цей період Wolseley-Siddeley продавалися з пневматичними покришками фірми Michelin, в яких містився інноваційний матеріал Elastes, який заповнював дірку у разі проколу, проте система не працювала і фірму Wolseley Tool and Motor Car Cо заполонили судовими позовами, бо клієнти виявилися обдуреними рекламою фірми. Ці претензії вдається пережити завдяки фінансовим можливостям головного власника, однак, у цей же час назріває інша проблема, справа в тому, що члени правління, які сиділи в раді директорів ще до того, як фірми були об'єднані, були незадоволені тим фактом, що продукція просувається з упором на ім'я Siddeley, скрізь у рекламі переважно фігурувало прізвище генерального директора, в той час як сама фірма все ще носила ім'я Wolseley. Через внутрішній тиск і Сіддлі, і Ротшильд залишають підприємство і переходять у фірму Deasy Motor Car Manufacturing Co, а завод і головний офіс Wolseley переїжджає в Бірмінгем.
У серпні 1909 на місце Сіддлі приходить директор British Electric Traction — Ернест Хопвуд. Під його керівництвом запускаються в серію моделі 12/16НР (2.2 л) і 16/20НР (3.1 л), а 2-циліндрові моделі відходять в історію, італійське відділення фірми в цьому році припиняє своє існування.

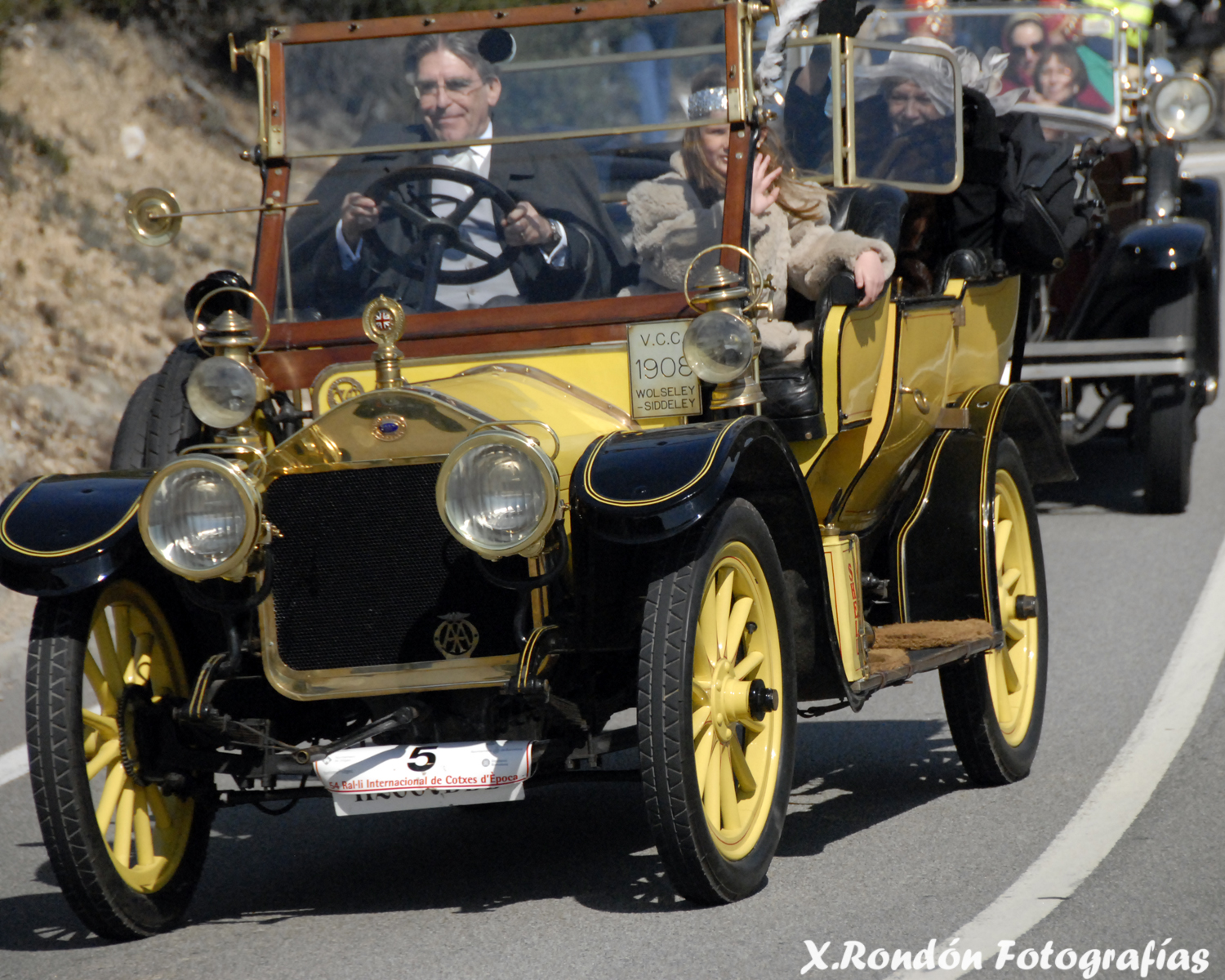
Wolseley-Siddeley 16/20НР Тоurer

У 1910 році з'являються моделі 20/28НР 4.3 л, 30/34НР 5.6 л, 40НР 7.1 л, а так само 6-циліндрові 24/30НР 5.0 л і 50НР 8.9 л, останній автомобіль був вчергове обраний королевою Олександрою як особистий, як і колишній ландоле, це був автомобіль, пофарбований у білий колір з блакитними окантовками по кузову, до речі, автомобілі продовжували нести марку Wolseley-Siddeley. У 1911 Маккормак стає напарником Хопвуда, Маккормак наполягає на тому, щоб фірма розширила свою виробничу програму за рахунок комерційного транспорту, який припинили робити після відходу Сіддлі, а з каталогів фірми зникає прізвище колишнього генерального директора, машини знову носять марку Wolseley. У тому ж році майор Гамільтон будує гусеничний транспорт для експедиції Скотта в Антарктику. Цей візок випробували в зимовій Норвегії, умови може не найсуворіші, але цілком схожі.
У 1912 році надходить не менш екзотичне замовлення — російський юрист і член царської сім'ї, а також талановитий інженер-самоучка граф Петро Петрович Шиловський просить побудувати йому гірокар його конструкції. Це такий 2-колісний мотоцикл в кузові автомобіля і з 3.1 л двигуном Wolseley, машина тримає баланс завдяки гіроскопічного ефекту, зробленому важким 600-кілограмовим маховиком. Проєктом керував інженер Дрінг, закінчили роботу в квітні 1914 року, гірокар показали в Ріджентс-Парку, проте у машини виявлено недолік, вона насилу повертає ліворуч, тому Шиловський залишає машину на доопрацювання, а сам вирушає доРосії, коли машина була готова, то замовник планував переправити її до Росії, однак війна зруйнувала ці плани і гірокар залишився на складі фірми до 1948 року, після чого його відправили під прес.

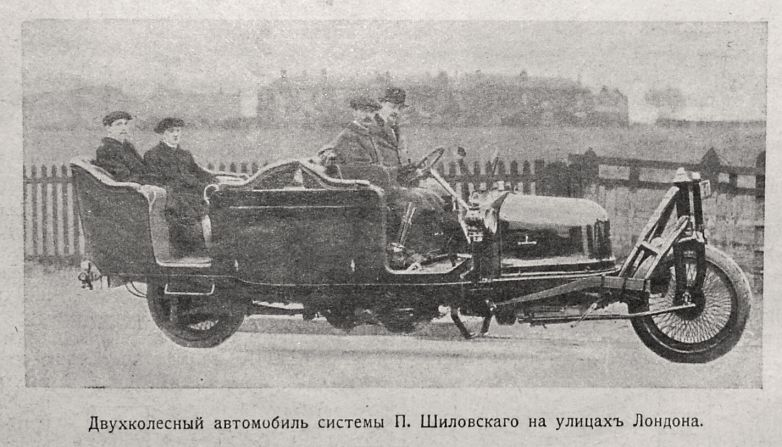
Wolseley Gyrocar 20НР Шиловського

У 1912 році модельний ряд поповнився моделлю 35/40НР з 6.0 л мотором, в цьому ж році WTMC конструює малолітражний автомобіль для Electric and Ordnance Accessories Co, яка так само належить Vickers (в 1911 році Vickers, Sons and Maxim змінила назву). ЕОА продає з 1913 року машину під назвою Stellite Е2, яка з 1914 року починає випускатися фірмою Wolseley і продаватися як Wolseley-Stellite E2 9НР. Ця машина оснащувалася 4-циліндровим 1.075л двигуном.

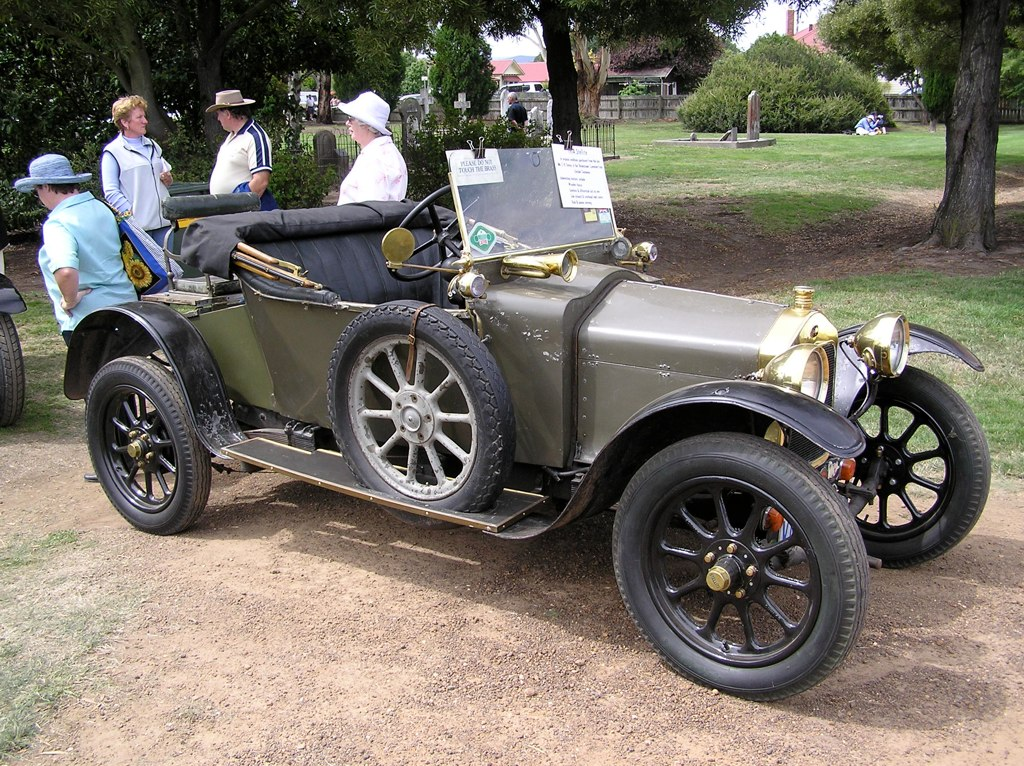
Wolseley-Stellite E2 9HP Roadster

У 1914 році фірма перейменовується в Wolseley Motor Co, також відкривається дочірнє підприємство в Торонто, Канаді — Wolseley Motors Limited. Модельний ряд поповнюється ще однією моделлю, 6-циліндровою 30/40НР з 6.9 л двигуном, популярні моделі 12/16НР і 16/20НР до цього часу випущені загальним числом в 7500 машин, а сама компанія стає найбільшим британським виробником автомобілів, випускаючи до 3000 автомобілів в рік. Але тут починається Перша світова війна. Ще до початку військових дій фірма стала виробляти авіаційні двигуни по конструкції Майбаха, вони мали 6 циліндрів і випускалися вони поряд з морськими двигунами, які також були у виробничій програмі фірми. А коли почалася війна, то до рядної шістки повітряного охолодження додалися 8-, 9-, 12- і 14-циліндрові авіаційні мотори, що виготовлялися за ліцензією Bouclier і Hispano-Suiza. Крім цього, випускалася амуніція для піхотних військ і комплектуючі для літаків, до речі, у воєнний час фірма збільшила штат працівників на 8000 осіб, і тепер 13 000 робочих працювало на Wolseley.
Грошей у фірми після війни предостатньо, їй перепадає завод, що належав до війни фірмі Electric and Ordanance Accessories Co Ltd, де і починали колись збирати Stellite. Тим часом солдати, що повернулися з війни, створюють велику армію клієнтів в усьому світі, тому фірма розширює ринок збуту своєї продукції, відкриваючи дочірні підприємства в Австралії, Новій Зеландії, Південній Африці і Південній Америці, а в Японії спільно з фірмою Ishikawajima в 1918 році починають будувати автомобільний завод, який повинен буде виробляти Wolseley для ринків Далекого Сходу, між тим, канадське відділення фірми перейменовується в British and American Motors.
У 1919 році помирає останній з братів Віккерсів — Альберт, Томас помер ще в 1915 році, Ернест Хопвуд покидає пост генерального директора за станом здоров'я, біля керма компанії залишається Артур Джон Маккормак. У тому ж році поновлюється виробництво легкових автомобілів, це були довоєнні моделі 16/20НР, 24/30НР і 30/40НР. Модель 16/20НР продовжувала оснащуватися 3.1 л двигуном, єдине, що змінилося — була збільшена база коліс, а взагалі, машина вела родовід з 1910 року. Модель 24/30НР з 5.0л мотором так само була збільшена в базі коліс, а модель 30/40НР з колишнім 6.9 л двигуном стає флагманом фірми.

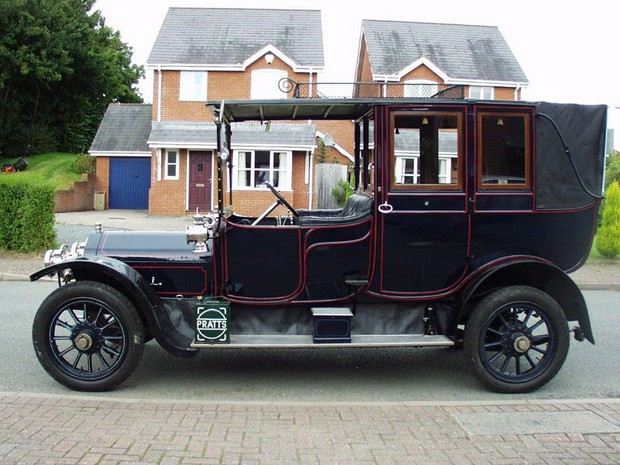
Wolseley 16/20HP

Виробництво Wolseley-Stellite E2 9HP так само було продовжено, але в 1920 році її змінить нова машина — Wolseley E3 10HP. Нова машина отримує 1.25л мотор з верхнім розташуванням розподільчого вала, на конструкцію вплинули авіаційні двигуни Hispano-Suiza, які фірма випускала під час війни. Легка машинка розганяла до 87 км/год, що в той час було поки що непоганим показником, до того ж, її оснащували електричним стартером в базовій комплектації.

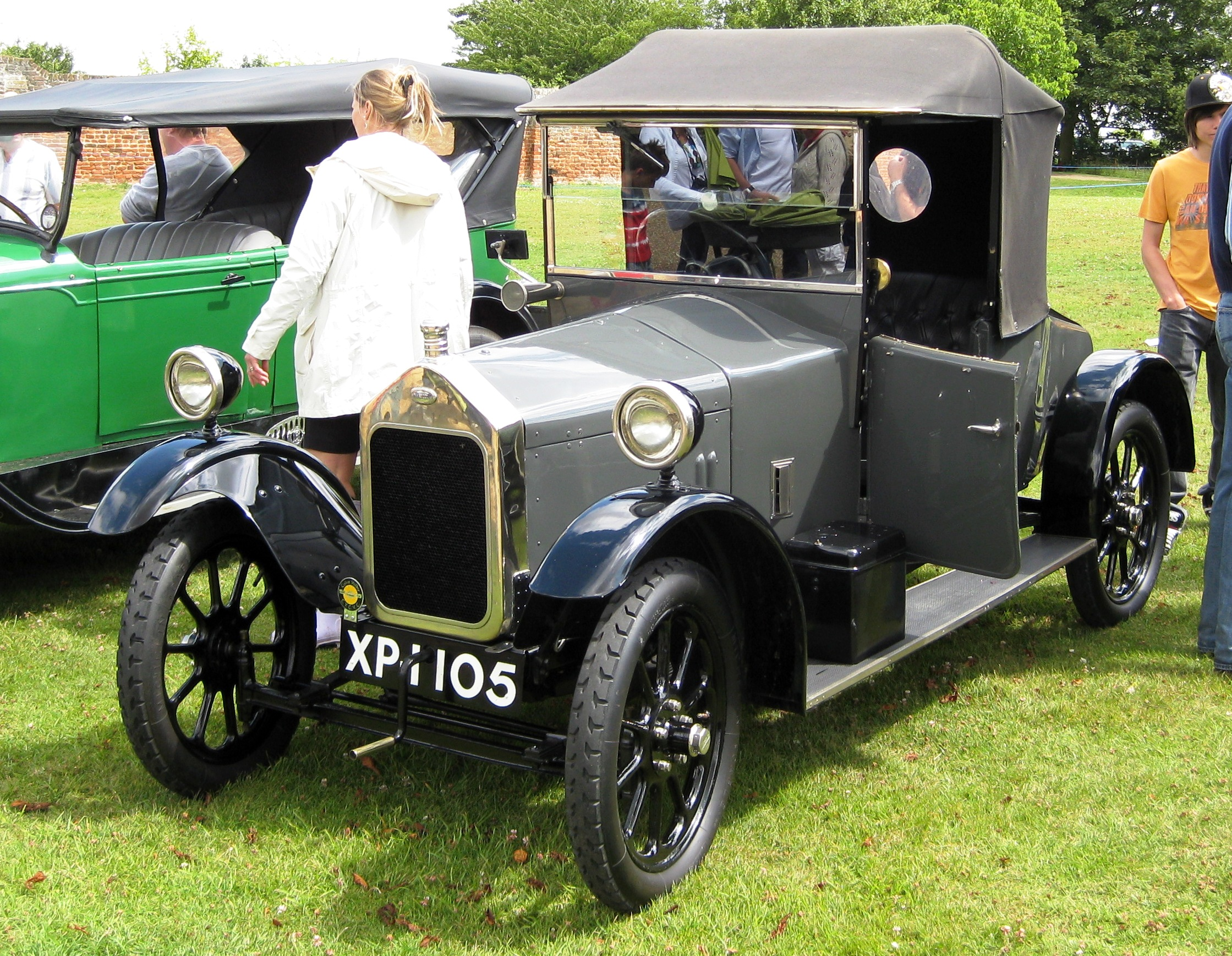
Wolseley E3 10HP Tourer

Однак фірма робить упор на дорожчі машини, і в 1921 році на площі Пікаділлі будується новий шоурум фірми за шалені гроші — 250 000 фунтів, в 1922 році будівля, спроєктована Вільямом Кертісом Гріном, отримає медаль від Королівського британського архітекторського інституту. А поки в 1921 році з'являються нові моделі: А9 15/40НР з 2.6 л 4-циліндровим мотором, який має верхнє розташування розподільчого вала, змінює застарілу морально модель 16/20НР, а модель С8 20НР має 6-циліндровий 3.9 л двигун з бічними клапанами і пропонується тільки в цьому сезоні, модель 30/40НР знімають з виробництва і вона залишається без спадкоємця.
У 1922 році з воріт японського заводу фірми Ishikawajima Automotive Works виїжджає перший автомобіль, це була модель А9 15/40НР, у 1949 році фірму, після різних об'єднань 1933 і 1942 років, взагалі реорганізують і перейменують в Isuzu Motors.
У грудні 1921 року фірма повертається у світ спорту, на модель 10НР, яку одягли в обтічний алюмінієвий кузов, ставиться 10 рекордів швидкості на трасі Бруклендс, звісно, в класі 10-сильних машин, машина долає 827 км з середньою швидкістю в 130 км/год, через кілька днів, вже 1922 року, машина ставить рекорд у 12-годинному намотуванні кіл, за цей час машина долає 1356 км з середньою швидкістю в 112 км/год, а ще через день трасу орендують на 24 години, за які машина подолала 2342.7 км, але середня швидкість впала до 98 км/год, хоча рекорд кола того дня становив 127 км/год, що все одно було рекордом для малолітражних автомобілів.

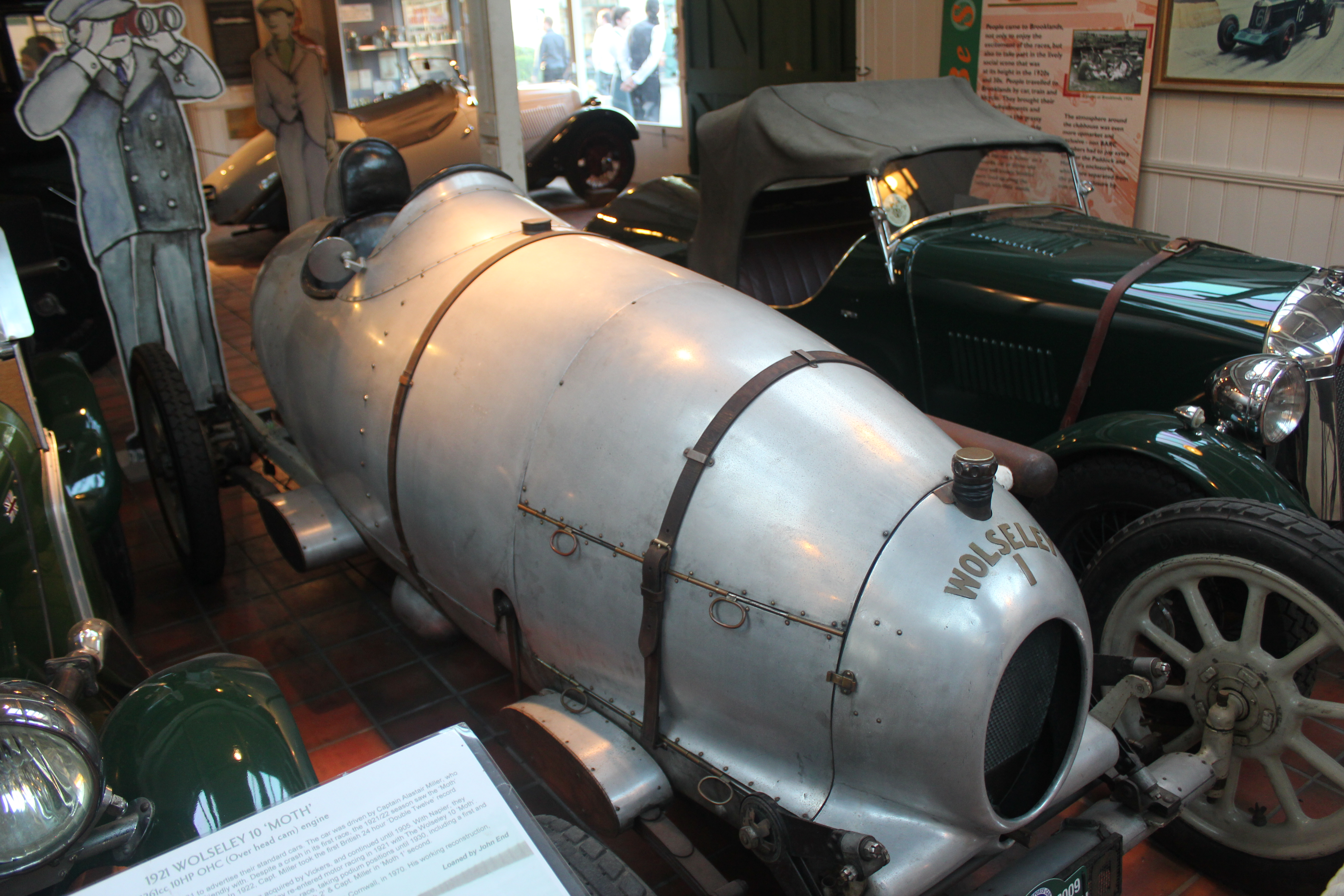
Wolseley E3 10НР Brooklands

Наприкінці 1921 року Вільям Морріс шокує багатьох британських виробників, тому що післявоєнний бум пройшов і реалізація машин утруднюється, він вирішує значно знизити ціни на свої машини, до того ж він грав ключову роль на ринку малолітражних автомобілів, крім нього на британському ринку активуються американські компанії, особливо Ford зі своєю єдиною моделлю T. Wolseley намагаються дати їм відсіч, і в 1922 році з'являється модель Н7 7НР з 1 л 2-циліндровим двигуном водяного охолодження, цю модель випробували в 6т-денній гонці на надійність в Шотландії, де вона здобула золоту медаль.
У 1923 році на шасі моделі А9 15/40НР з'являється АС7 14НР, яка так само оснащувалася 2.6 л 4-циліндровим двигуном, але який, на відміну від 15/40НР, мав не верхнє розташування клапанів, а бічне, а модель 24/30НР отримує 5.3 л двигун , 4-ступінчасту коробку передач і черв'ячний задній міст, інші моделі продовжують випускатися без змін, в листопаді 1923 року Маккормак йде зі своєї посади, а керувати фірмою рада директорів ставить сера Гернсі і Хортона.
У 1925 році з виробництва знімають моделі 7НР, 10НР, 14НР, 15/40НР і 24/30НР, тобто практично весь попередній модельний ряд, взамін їм виводяться моделі: Е4 11/22НР, яка була, по суті, тією ж Е3 10НР, але з бічним розташуванням клапанів; модель АС8 16/35НР технічно повторювала модель АС7 14НР; так само з'являється модель 24/55НР, яка, за ідеєю, була моделлю С8 20НР, яку виробляли в 1921 році, але тепер машина отримала ширшу колію і інший дизайн кузова, а мотор залишився колишнім — 55-сильною 3.9 л шісткою, всі моделі цього ряду отримують гальма всіх коліс. І хоча машини марки Wolseley вже не закуповувалися королівським двором, зате на двомісному родстері Wolseley їздив канцлер казначейства — Черчилль.

## Wolseley Motors у власності Вільяма Морріса (1927—1935)
Проте зміна модельного ряду не допомогла уникнути збитків, які росли, як на дріжджах, в 1926 році Wolseley House, що на Пікаділлі, продається банку Barclays, і в наш час в цій будівлі знаходиться один з престижних ресторанів Лондона — Wolseley. Продаж дорої будівлі не врятував становища, і в жовтні 1926 року рада директорів змушена була оголосити про фінансову неспроможність фірми. Починається битва за виставлену на торги фірму, яка винна астрономічну суму в 2 млн фунтів, в лютому 1927 головними претендентами на покупку були General Motors, який півтора роками раніше придбав вже одну британську фірму — Vauxhall, і. . . The Austin Motor Company Ltd, біля керма якої стояв Герберт Остін, до речі, в 1925 році General Motors хотів купити фірму Остіна, але горішок виявився не по зубах, але ні американцям, ні Остіну, який був батьком автомобільного підрозділу фірми Wolseley, не вдалося роздобути цю компанію, їх обійшла приватна особа. Вільям Морріс з особистих коштів виплачує 730 000 фунтів за фірму, чим ввів в стрес Герберта Остіна, який мріяв роздобути у свої руки своє ж дітище. Вільям Морріс був великим шанувальником марки Wolseley, свій перший автомобіль цієї марки він купив ще в 1909 році, після того як збанкрутував і вирішив використовувати машину як кеб в Оксфорді, після того як він розбагатів і був сам виробником автомобілів, він продовжував користуватися автомобілями марки Wolseley, причому до кінця своїх днів він їздив на авто цієї марки, навіть уже бувши Лордом Нафілдом.
Після покупки фірми і її перейменування в Wolseley Motors Ltd продовжилося виробництво двох моделей: Е4 11/22НР і АС8 16/35НР, останню незабаром змінила Е6 16/45НР, 6-циліндровий 2-літровий автомобіль. Його мотор мав верхнє розташування розподільчого вала і був досить тяговитим, так машина могла розвивати гідні 95 км/год, а за його безшумну роботу машина отримала власну назву Silent Six.
У 1928 році з використанням технологій моделі Е6 16/45НР запускається 4-циліндрова версія машини — Е4М 12/32НР з мотором об'ємом 1.5 л і 4-ступінчастою коробкою передач, цей автомобіль, який міг комплектуватися кузовами турінг, салун, купе і фабрик салун (кузов седан з дерматиновим покриттям) міг розігнатися до 90 км/год. Крім нього з'являється перша восьмициліндрова машина цієї марки — E7D 21/60HP, об'єм мотора якої становив усього 2.7 л. Машина мала таку опцію, як регульовані педалі, причому, кожну педаль можна було відрегулювати на потрібну висоту, мотор машини мав дюралюмінієву головку і двоскладний розподільчий вал. Через рік з'являється 6-циліндрова версія Е8М 21/60НР, об'єм мотора якої так само дорівнює 2.7 л, в моторі використовується демпфер коливань Ланчестера. Кузов типу седан зварювався з двох симетричних половинок, відштампованих з цілісного листа металу, він мав назву Messenger.
Сім таких машин було куплено Принцом Уельським для африканських сафарі. У звіті писалося, що члени королівської сім'ї об'їздили під час експедиції по східній Африці близько 30 000 миль і за весь час довелося міняти всього 2 ременя вентилятора, настільки це була надійна і міцна машина. 1929 року припиняється виробництво моделі E4 11/22НР, а 8-циліндрова версія отримує старшого брата в особі моделі 32/80НР, під капотом якої переховувався 4-літровий мотор, проте вже в 1930 році її виробництво припинили.
У 1929 році на заводі в Аддерлі-Парку починається виробництво і комерційного транспорту марки Morris, хоча об'єднання ще не відбулося. 1930 року генеральним директором фірми стає менеджер по збуту фірми Morris — Вільям Коннелл, під його керівництвом будується модель Hornet, що змінила 12/32НР. Ця машина була побудована на шасі Morris Minor, яке подовжили на 32 см, на цю раму встановили 6-циліндровий мотор об'ємом 1.3 л, який довела до кондиції фірма MG. Мотор видавав 47 сил, для прикладу, 2-літровий 6-циліндровий мотор моделі 16/45НР мав віддачу в 50 к/с. Машина отримала гідравлічні гальма, кузова спочатку були типу купе і седан, в тому числі тряпковий типу Weymann. Це маля могло спокійно розсікати зі швидкістю в 100 км/год, що робило її популярною не тільки у спортсменів, а й у поліції!

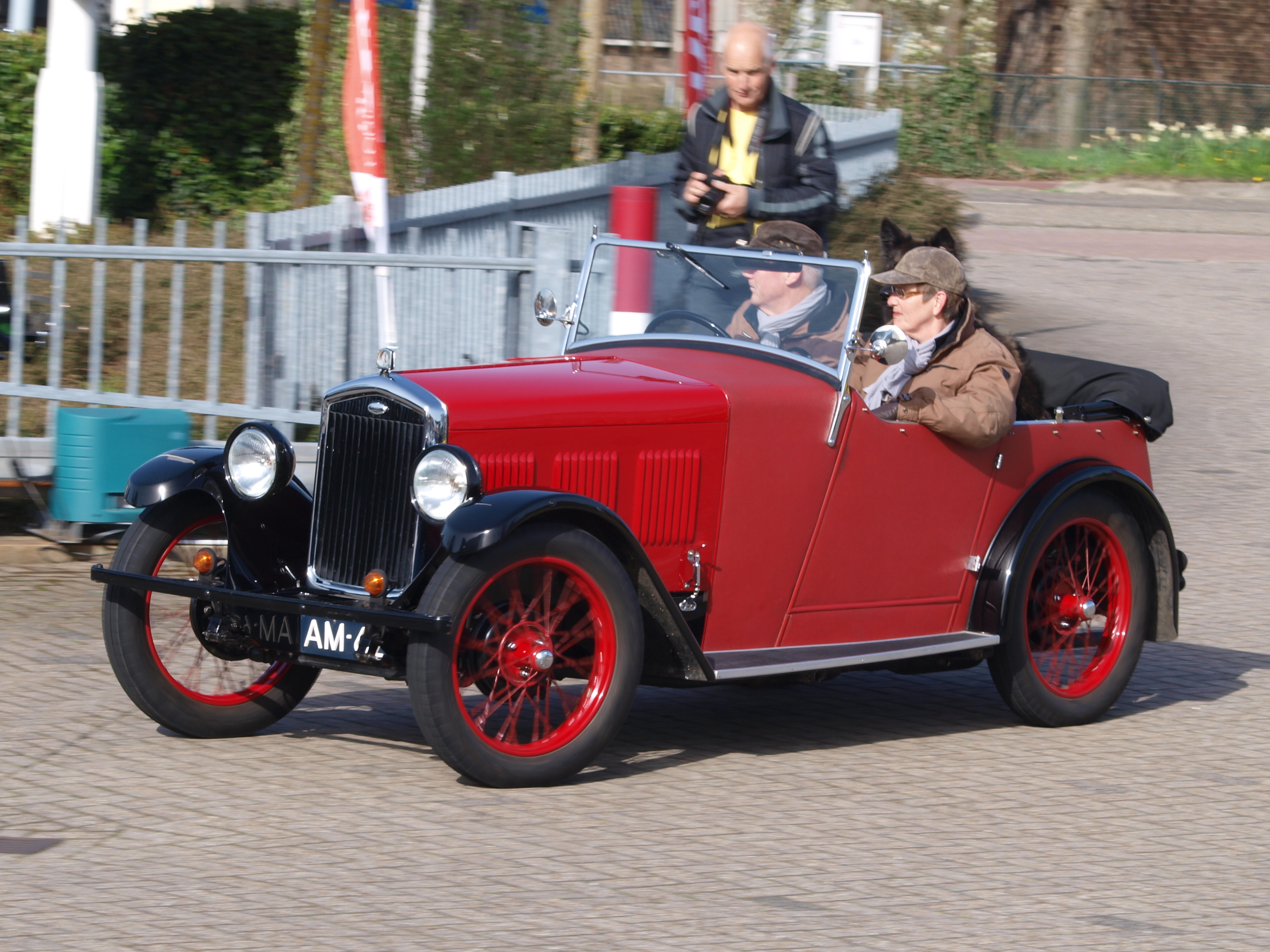
Wolseley Hornet Occasional-Four Coupe

Тоді ж, в 1930 році, модель 16/45НР змінюється модель Viper, яка була тим же 16/45НР з тією лише різницею, що під капотом тепер було 2 карбюратора замість одного, гальма отримали гідропривід, але разом з тим 4-ступінчасту коробку передач замінили на 3-ступку. До речі, назву машині було дано на честь моторів Hispano-Suiza, які фірма випускала під час війни, а після війни Алестер Міллер встановив один авіаційний мотор на шасі Wolseley E3 10HP і назвав цей гоночний апарат Wolseley Viper 1. Модель 21/60НР з 6-циліндровим мотором отримує нову версію County, яка, на відміну від моделей 1928/1929 модельного ряду, відрізняється наявністю гідроприводу гальм, гідравлічними амортизаторами. Кузов мав проамериканський дизайн, а салон дуже непогано оброблявся, так панель приладів вже в базі оснащувалася спідометром, вольтметром, годинником і покажчиком температури, так само були прикурювач, сонячні козирки, на даху з внутрішньої сторони був змонтований вентилятор і ліхтар освітлення, ззаду були шовкові фіранки, якими можна було керувати з водійського місця. 8-циліндрова версія 21/60НР припиняє своє існування в 1931 році, розійшовшись тиражем в 530 автомобілів.

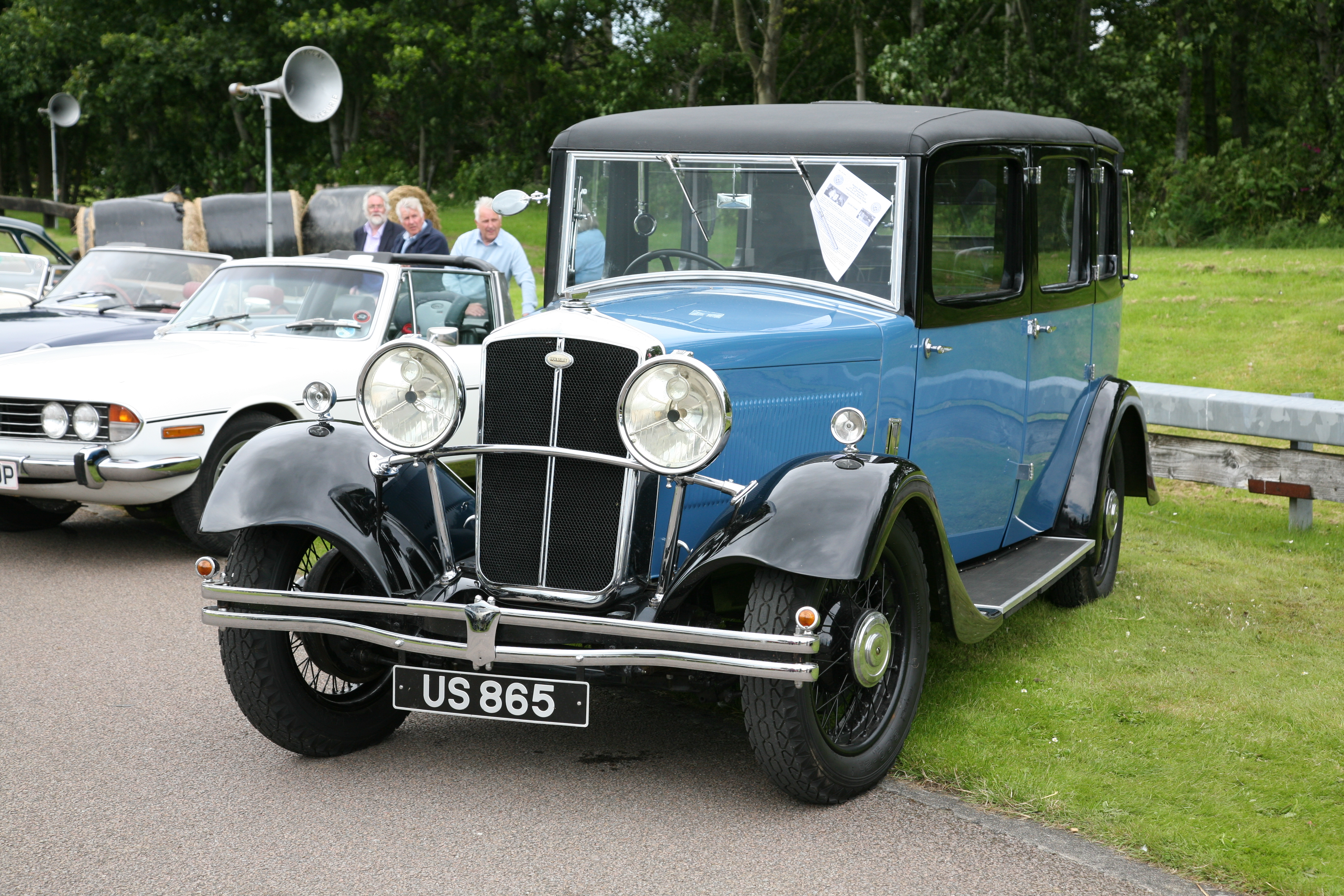
Wolseley 21/60НР County Saloon

У 1932 році модель Hornet модернізують, мотор при колишньому об'ємі стає коротшим, а його відсувають вперед, щоб збільшити простір для ніг, попутно на машину встановлюють 4-ступку, але при цьому кузова типу седан виходять з обігу, залишаючи вибір тільки з двох- і чотирьохмісних купе. Так само з'являється відкрита спортивна версія Hornet Special з 1.4 л двигуном, машина продавалася у вигляді шасі, а кузова типу родстер поставлялися сторонніми фірмами, серед яких був і Swalow Sidecar, яка в майбутньому буде відома під ім'ям Jaguar, до речі, на відміну від седанів і купе, відкриті машини могли розвивати до 130 км/год, через рік обидві версії отримають синхронізовану коробку передач, а модель Hornet Special одягли на нові нижчі шасі. До речі, з цього року всі машини цієї марки отримають фірмову фішку — підсвічування емблеми на решітці радіатора.

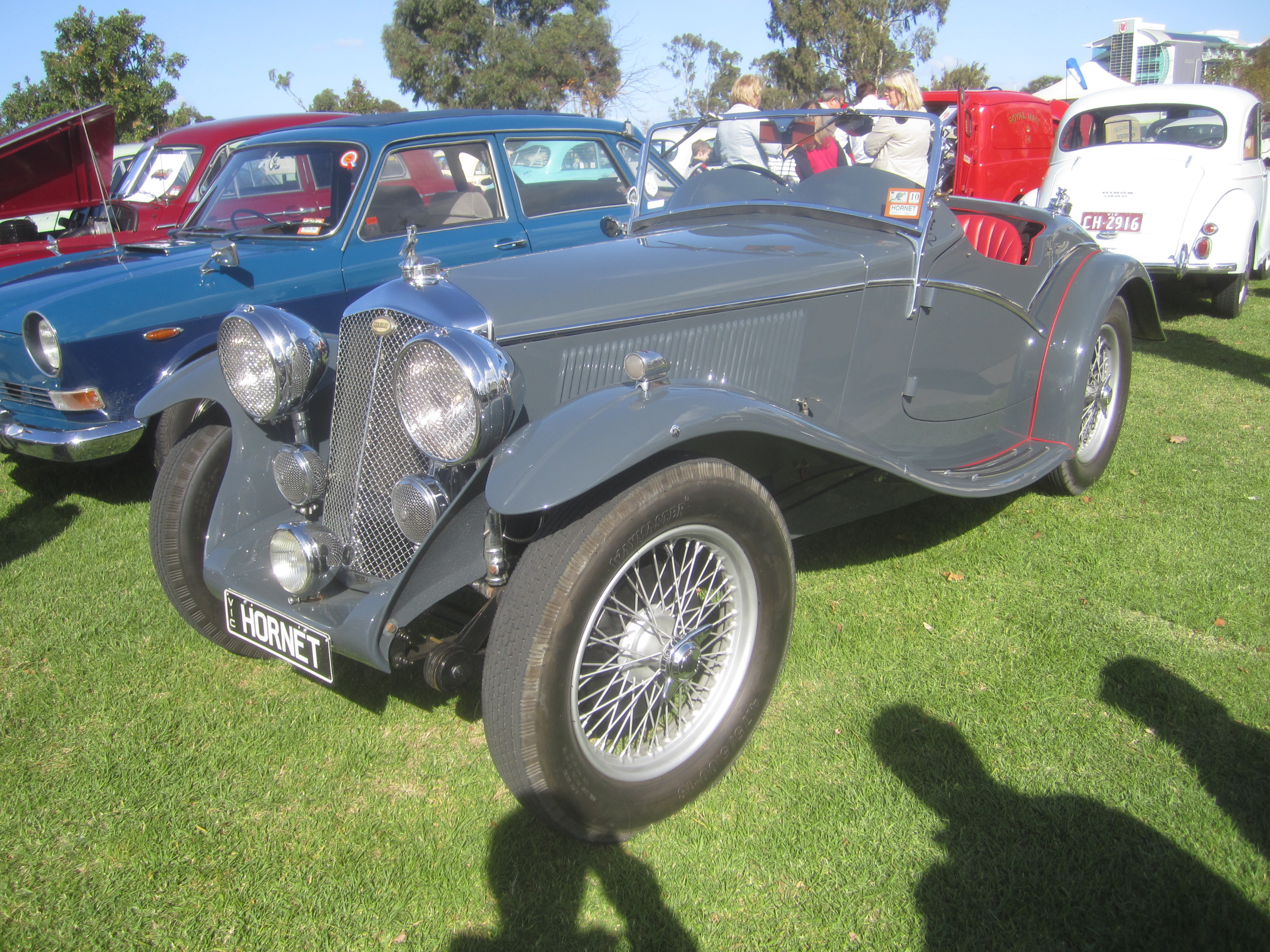
Wolseley Hornet Special 12HP Swallow Sidecar Roadster

Ця машина стала дуже популярною у спортсменів і в 1932 році в Брукландс виграє головний приз у своєму класі, показавши середню швидкість в 125 км/год. 1933 року замість імені Viper 2-літрова шістка починає називатися 16НР, головна відмінність в укорочених на 18 см в базі шасі, а через рік і ця машина сходить зі сцени, зате в 1934 році з'являється модель 9НР з 1 л 4-циліндровим мотором потужністю 30 к/с. Це була зменшена копія моделі Hornet, яка, до того ж, була багато оздоблена для автомобіля такого класу, так салон оббивали шкірою і оброблявся дерев'яним шпоном, кузов оснащувався великим матерчатим люком і багажним відділенням, вбудованим в сам кузов. А в 1935 році машина отримує і преселективну коробку передач Уїлсона.

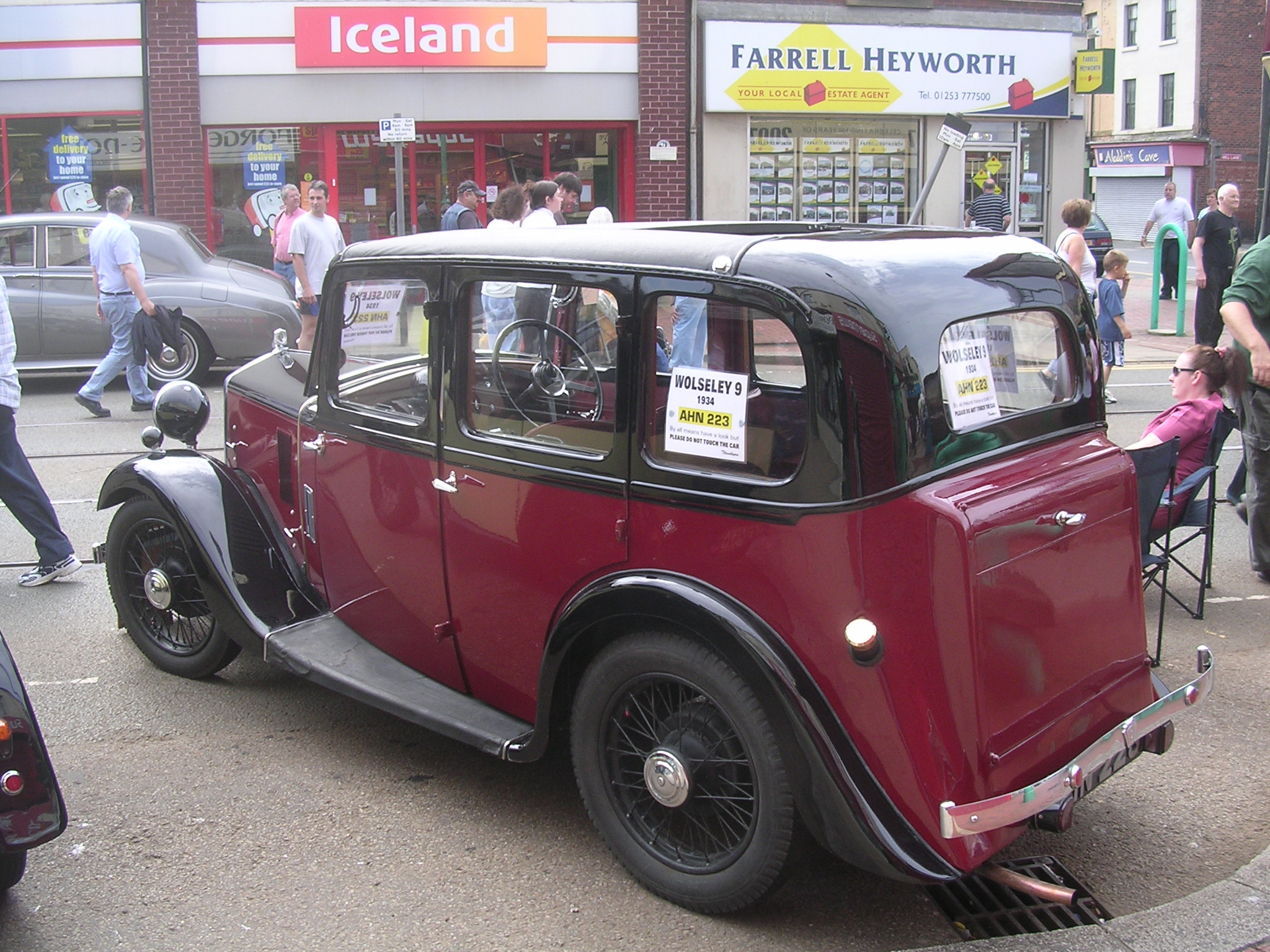
Wolseley 9НР Saloon

Наприкінці 1934 року стартують продажі моделі 14НР, яка замінює собою модель 16НР, яка сходить до 1927 року, її мотор мав ті ж 6 циліндрів, але об'єм дорівнював 1.6 л, а знімали з нього 48 сил, що було всього на 2 к/с менше, ніж у попередника, одягали ці шасі тільки в солідний кузов типу седан. Невдовзі з'являється ще одна машина з цим двигуном — Hornet Special 14HP, потужність її мотора підвищили до 50 к/с, а сам автомобіль розійшовся практично нікчемним тиражем, всього було побудовано менше 150 машин з 2300 всього випущених Hornet Special, що дивно, маючи прекрасну і надійну машину, фірма жодного разу не виставляла її на 24-годинний марафон Ле-Мана, хоча на домашніх змаганнях машини не раз завойовували золото.

## Wolseley Motors у власності Morris Motors (1935—1952)
Крім цих моделей, у 1935 побачив світ і 18НР, це був автомобіль, який отримав раму від 16НР і новий 2.3 л 6-циліндровий двигун, а 14НР і 18НР протрималися у виробництві до липня 1935 року, бо Вільям Морріс, він же тепер Лорд Нафілд, передає фірму в підпорядкування своєму головному дітищу — Morris Motor Company, теж саме він проробляє з MG Car Company Ltd. Тим часом починається виробництво нових автомобілів, так званої Першої Серії (Series I). У першу чергу це Wasp 10HP, яка змінила модель 9HP. Мотор був збільшений в об'ємі до 1.1 л, з якого зняли додаткові 2 кінські сили, випускалася ця машина тільки з кузовом типу седан, а відрізнити зовні майже ідентичні машини можна було тепер по наявності штампованих дисків з декоративними ковпаками. Hornet з середини літа продається як New Hornet, він отримує новий, більш великий кузов і так само пресовані колеса, а спортивну модель припиняють виробляти, бо тепер спортивні машини повинен випускати в рамках об'єднаних компаній тільки MG Car Company Ltd. Модель 14НР стає New Fourteen та її торкнулися ті ж зміни, що й Hornet, тобто вона отримала новий кузов і сталеві пресовані диски.

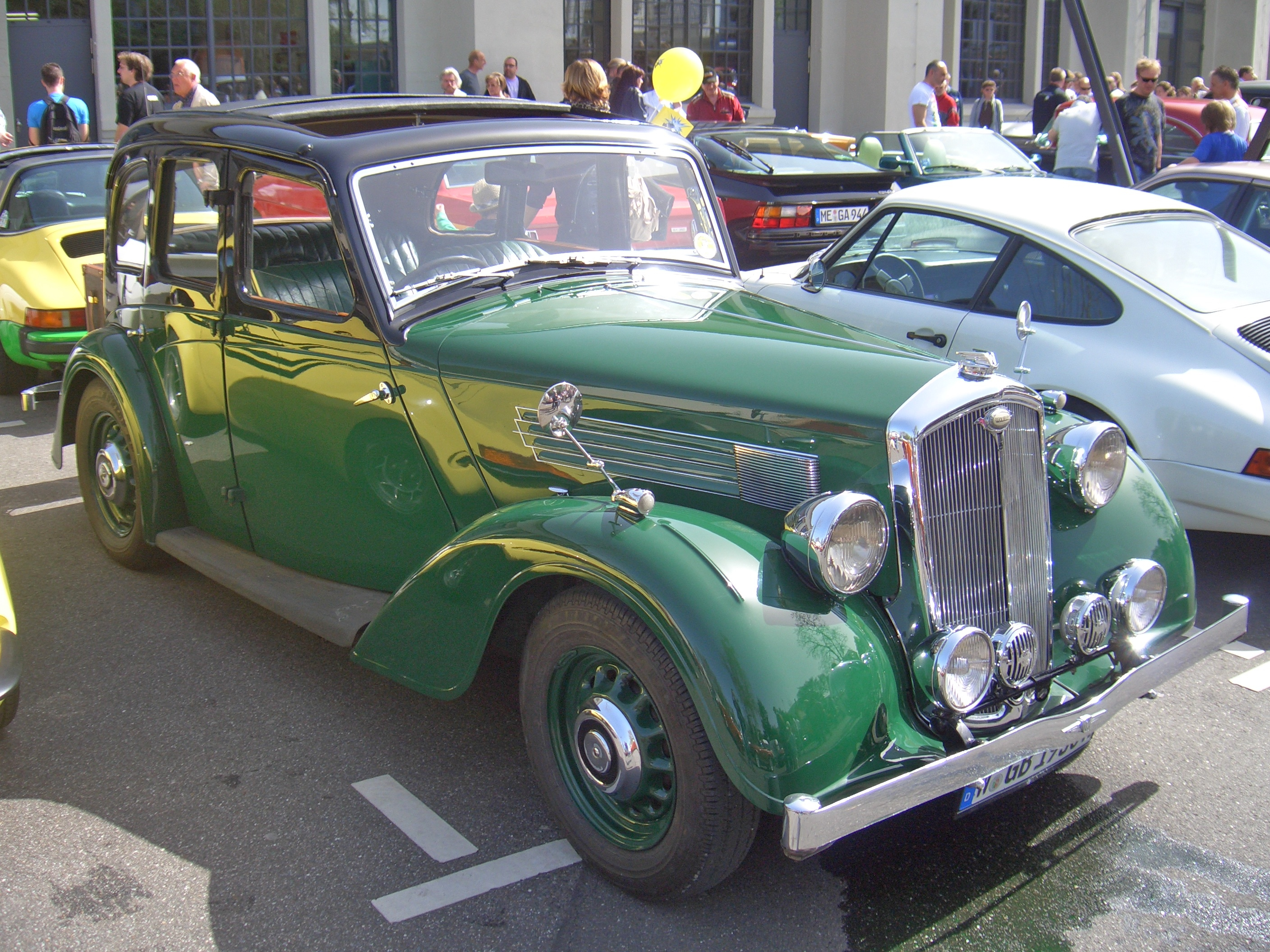
Wolseley Series I New Forteen Saloon

У 1936 році главою всіх фірм стає одноосібно Лорд Нафілд, він вирішує реорганізувати бізнес і зменшити витрати, тому нові моделі фірми Wolseley тепер базуються на моделях марки Morris, разом з тим верхньовальні мотори (ОНС) так само стають частиною історії, тому що виробництво двигунів перенесено в Ковентрі, на моторний завод фірми Morris. Цього року модель Wasp знімається з виробництва і залишається без спадкоємця, зате в лінійці Series II з'являються інші, більш великі машини, які приходять зміну NH і NF. Це 16HP з 2.1 л 6-циліндровим двигуном потужністю 67 к/с, 21НР з трохи подовженим шасі і 2.9 л мотором потужністю 90 к/с, цей великий седан міг розігнатися до 120 км/год, і 25НР з 3.5 л двигуном потужністю 105 к/с, всі три моделі, по суті, були дорожчими варіантами однойменних моделей фірми Morris, технічно вони відрізнялися могутнішими моторами.

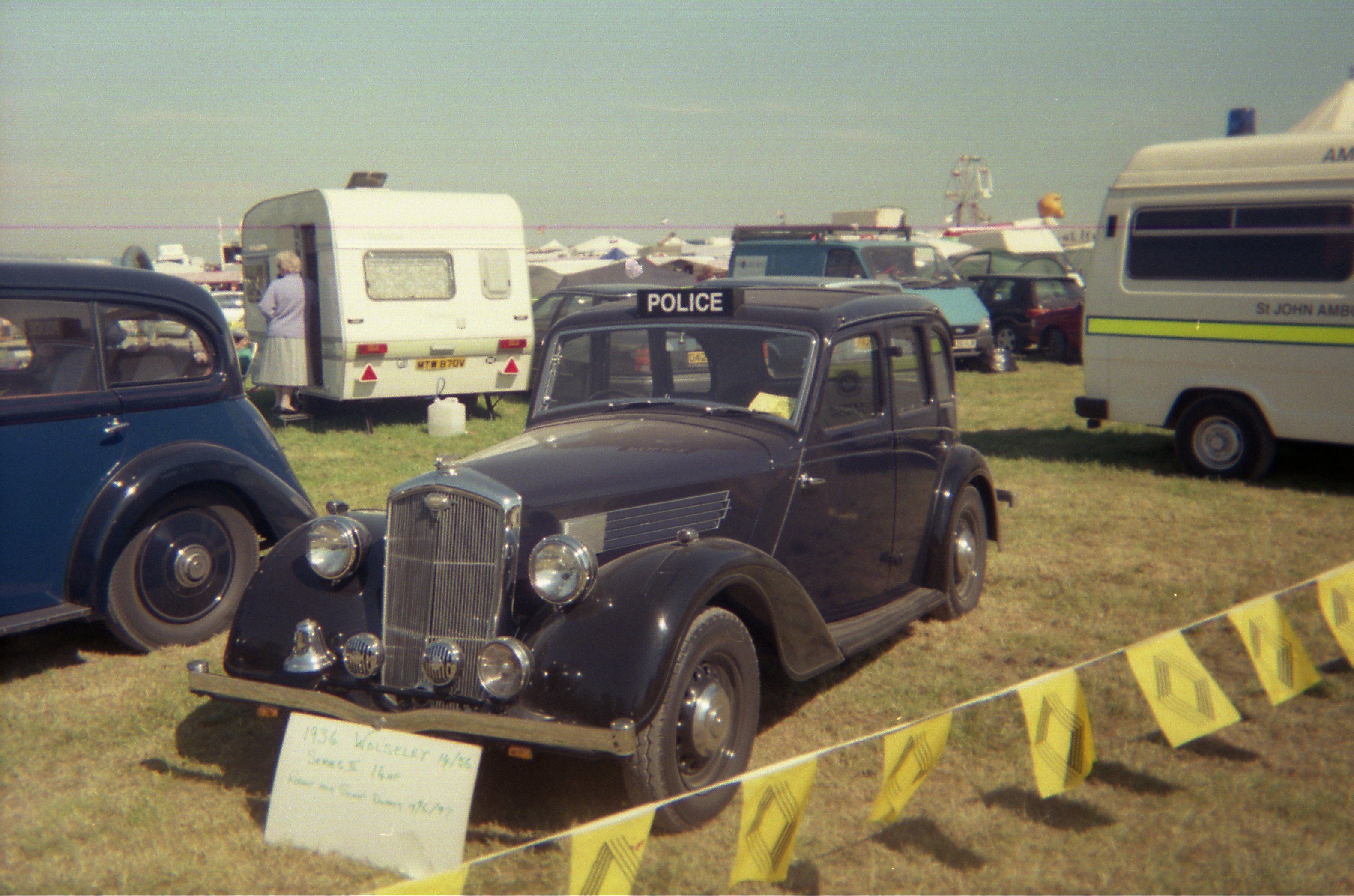
Wolseley Series II 25HP Saloon

У 1937 році лінійку Series II доповнюють моделі 10/40НР, 12/48НР і 14/56НР, перша побудована на шасі Morris 10/4 Series II, на відміну від дешевих Morris варіант від Wolseley отримує власні кузова і двигун 1.3 л від MG Midget. Модель 12/48НР була побудована на шасі 10/40НР, але технічно і зовні це був клон Morris 12/4 з 1.55 л 44-сильним мотором. 14/56НР повторювала Morris Fourteen, під капотом був 1.8 л 6-циліндровий двигун, але який, на відміну від Morris, отримав верхнє розташування клапанів, що дозволило зняти з нього 60 к/с.

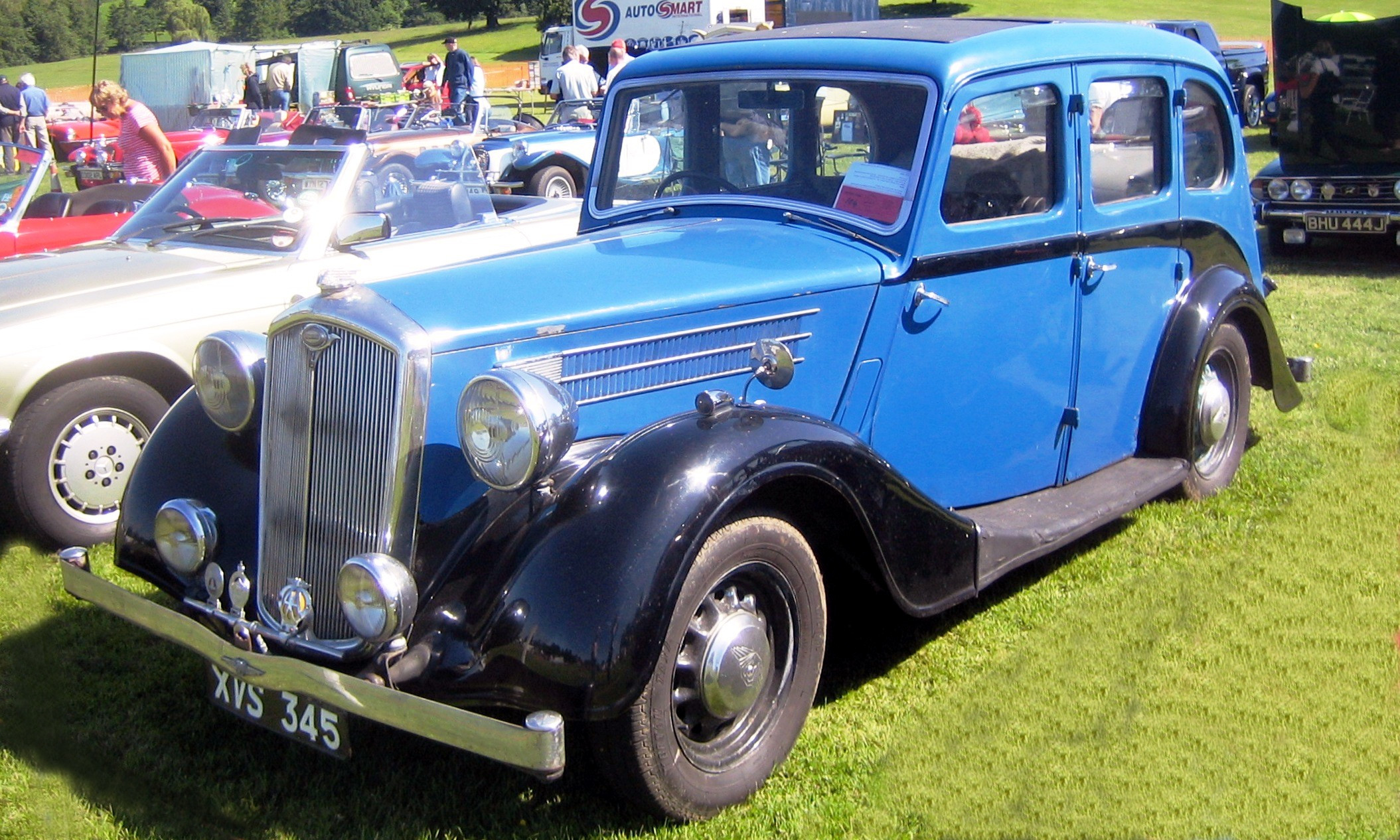
Wolseley Series II 10/40HP Saloon

У 1938 році Лорд Нафілд купує сімейне підприємство, виробляє автомобілі Riley і Autovia, після чого він вирішує створити концерн Nuffield Organisation, в який тепер входять марки: Morris, MG, Riley і Wolseley. Разом з цим модельний ряд фірми знову зазнає змін, з'являється лінійка Series III. Першою, наприкінці 1937 року, оновлюється модель 25НР, яка отримує версії купе і лімузин, головна відмінність у зовнішності зводилася до інших жалюзі капота. Слідом оновили модель 12/48НР, яка отримала коротшу базу коліс (-5 см), кузов отримав нові жалюзі капота і свій дизайн, який не повторював вже дизайн Morris, модель 14/56НР перейменували в 14/60НР, а кузова її повторювали модель 12/48НР. 16HP отримує вкорочену на 32 см базу і нове найменування — 16/65НР; новою моделлю цього сезону є модель 18/80НР з 2.3 л 6-циліндровим двигуном потужністю 85 к/с, у виробничій програмі такої машини не було з середини 1935 року, машина будувалася на шасі 16/65НР, бо цей седан легко набирав 130 км/год, то особливо він полюбився поліції.

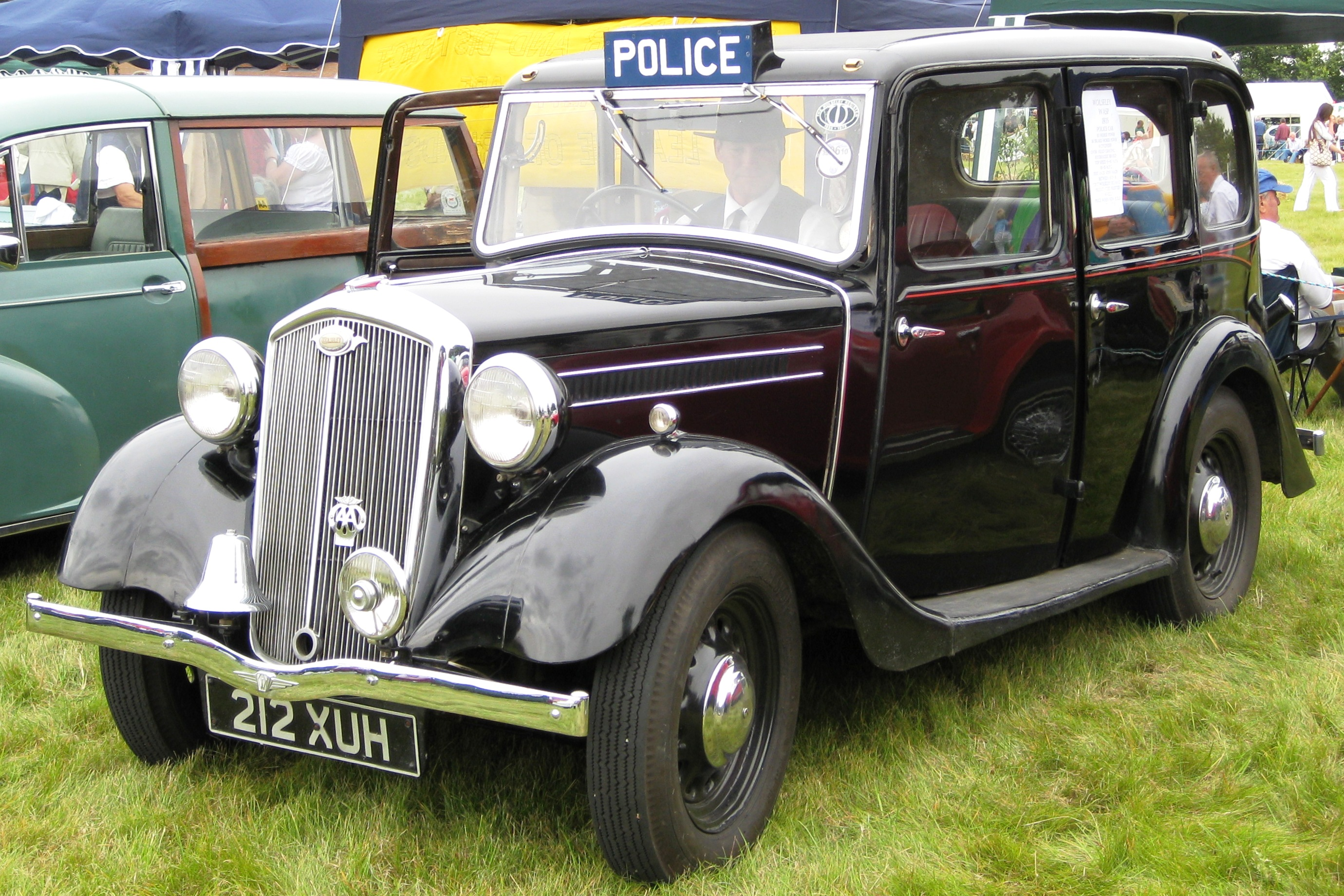
Wolseley Series III 18/80HP Police Saloon

З цією моделлю пов'язана одна цікава історія: два британських журналіста — Саймонс і Браунінг в грудні 1938 року вирушили в подорож з Англії до Кейптауна, для них підготували машину, встановивши на неї додаткові резервуари для води і палива, задні сидіння розкладалися і утворювали таким чином лежаки для відпочинку. Коли мандрівники перетинали річку в Бельгійському Конго, то місток не витримав і машина впала з 9-метрової висоти, кузов, звичайно, постраждав від удару, але з техніки зламалося тільки кріплення задньої ресори, полагодивши її, подорожні продовжили свою подорож, до речі, 16500 км свого вояжу вони подолали за майже 32 діб (без 2-х годин).
Виробництво молодшої моделі 10/40НР припинили ще у жовтні 1937 року, але рівно через рік у неї з'являється спадкоємиця — 10НР. Нова і водночас остання з Series III модель була побудована на базі Morris Ten Series M. Шасі трохи вкоротили, гальма отримали гідравлічний привід, а мотор об'ємом 1.1 л став на 3 к/с могутніший, ніж у Morris, і розвивав тепер 40 к/с. Ця маленька машина була однією з топових у своєму класі і цим положенням відповідали такі опції як обробка салону зі шкіри та волоського горіха, килими з натуральної вовни, регульована по вильоту і куту кермова колонка, в сидіннях застосовано не металеві пружини, а пінний наповнювач (як у сучасних машинах), і Wolseley 10HP став одним з перших, хто отримав такий наповнювач, двері обмазувалися спеціальним шумопоглинаючим матеріалом. Спочатку машина пропонувалася тільки у варіанті седан, який, до речі, оснащувався стоп-сигналом і ліхтарем заднього ходу вже з заводу, а з червня 1939 пішла і відкрита версія Drophead Coupe.

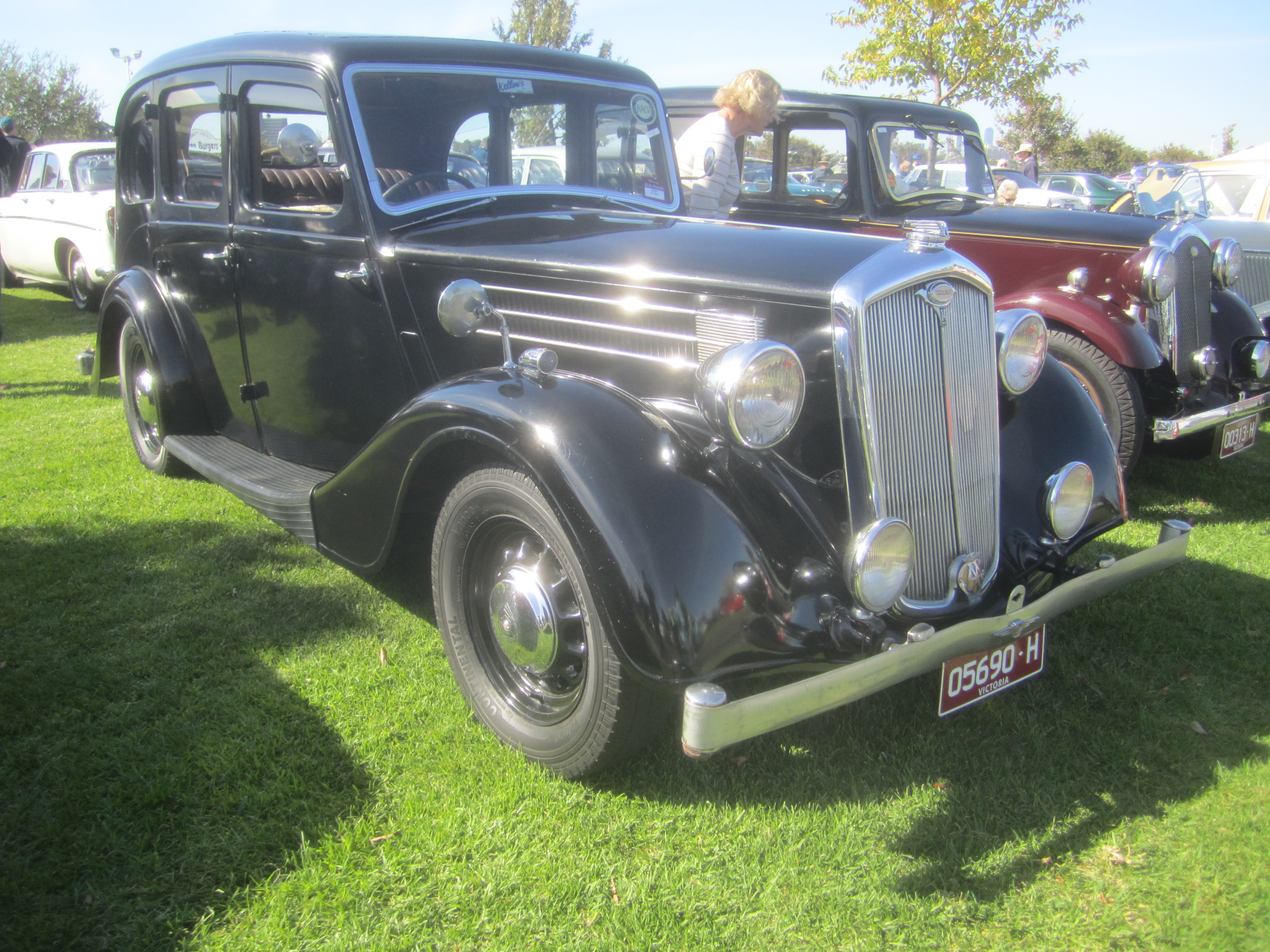
Wolseley 10НР Saloon

У 1940 році виробництво легкових автомобілів припиняється, але концерн продовжує випускати вантажівки марки Morris, особливою популярністю користуються 6-колісні вантажні автомобілі. У той же час інші потужності виробляють військове спорядження і комплектуючі для літаків, але автомобільні специ теж не сиділи, склавши руки, вони розробили універсальні кузови карет швидкої допомоги, які можна було встановити на будь-які легкові шасі, та й сама фірма купила близько 600 автомобілів марки Morris, відремонтувавши і встановивши на них кузова від швидкої допомоги та поставила ці машини військовому відомству Великої Британії.
У квітні 1945 року, за кілька днів до перемоги, британське військове відомство замовляє для оновлення парку значну кількість моделей 18/85НР, перші машини зійшли з конвеєра у вересні 1945 року. Але після війни концерн стоїть перед тими ж проблемами, що й більшість автомобільних виробників — більшість території заводів розбомблено німецькою авіацією під час війни, доводиться відновлювати заводи та промислові лінії, а ще на ринку брак сировини.
Через брак сировини йде дискусія, які моделі відроджувати, вирішується запустити 18/85НР, яка тепер називається 18НР, а так само моделі 25НР, 14НР (колишній 14/60НР) і 12НР (колишній 12/48НР). У березні 1946 року поновлюється виробництво моделі 10НР, разом з нею стартують продажі нової моделі 8НР. Ця машина була готова 11 вересня 1939, але через війну, що почалася, її навіть не анонсували, однак під час війни готова машина безслідно зникла, проте її вдалося розшукати і запустити у виробництво. 8НР була побудована на базі Morris 8НР Series E, мотор об'ємом в 900 кубів розвивав 33 к/с, коробка була 4-ступінчастою, а гальма з гідроприводом, чи треба говорити, що вона була за традицією марки шикарно оброблена: шкіряна обробка і вставки з волоського горіха. До речі, мільйонер Лорд Нафілд вибрав саме цю модель як особистий транспортний засіб.

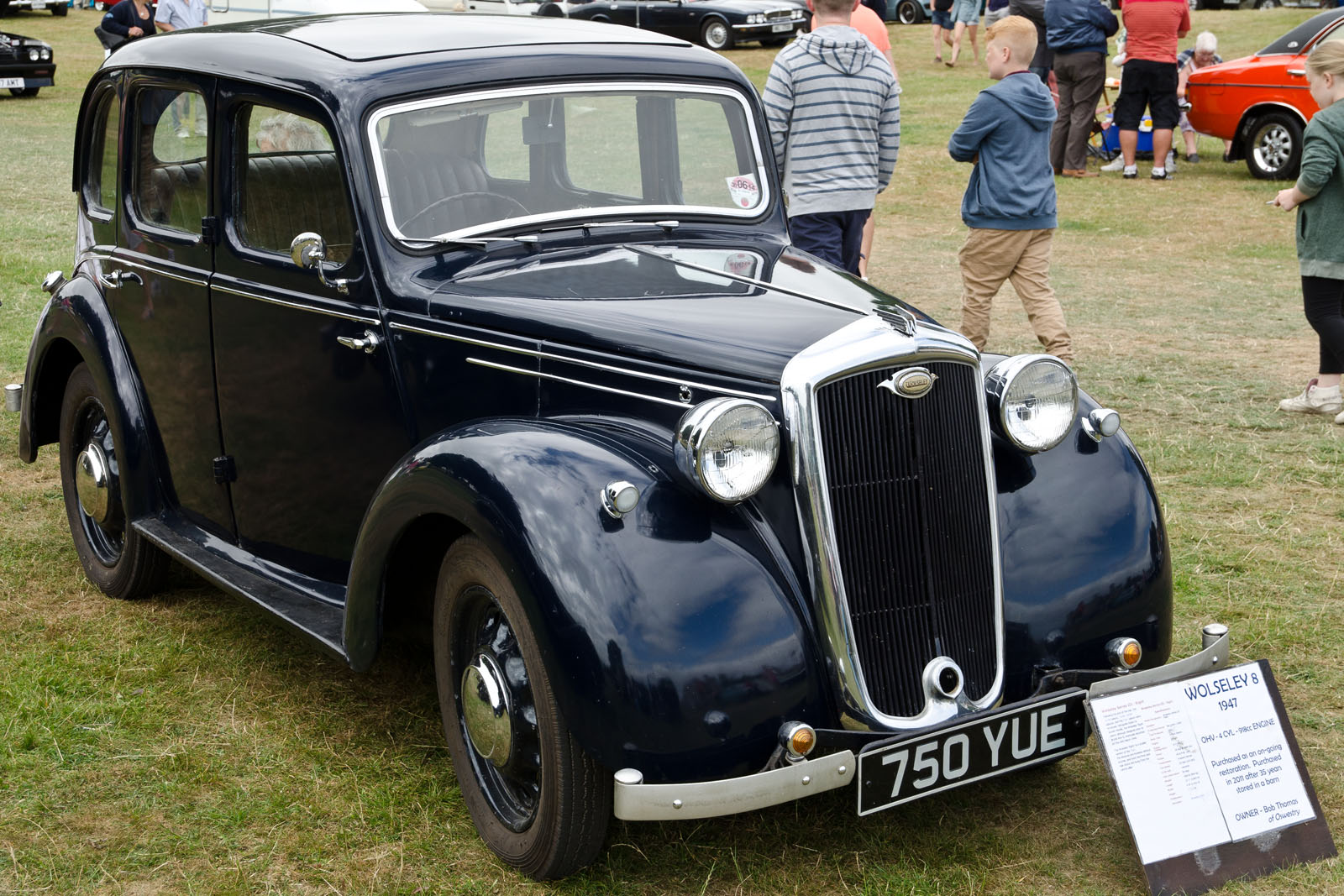
Wolseley 8HP Saloon

У 1947 році пішло в серію перше британське повоєнний таксі — Wolseley Oxford Taxi. Машина оснащена 1.8 л 4-циліндровим мотором від MG, коробка передач була 4-ступінчастою, з несинхронізованою першою передачею. Прототип цієї машини був побудований ще в 1940 році, але тоді він мав кузов ландоле, тепер же, після довгих випробувань, було вирішено встановити на шасі закритий кузов типу лімузин з відкритим майданчиком з боку переднього пасажира, сталевий кузов оббивали металевими листами, до речі, машина була обрана як розвізник гостей весілля принцеси Єлизавети і Філіпа Баттенберга, нині це королева Єлизавета і принц Філіп. На відміну від інших моделей цієї марки, ця машина оснащувалася механічним приводом гальм.

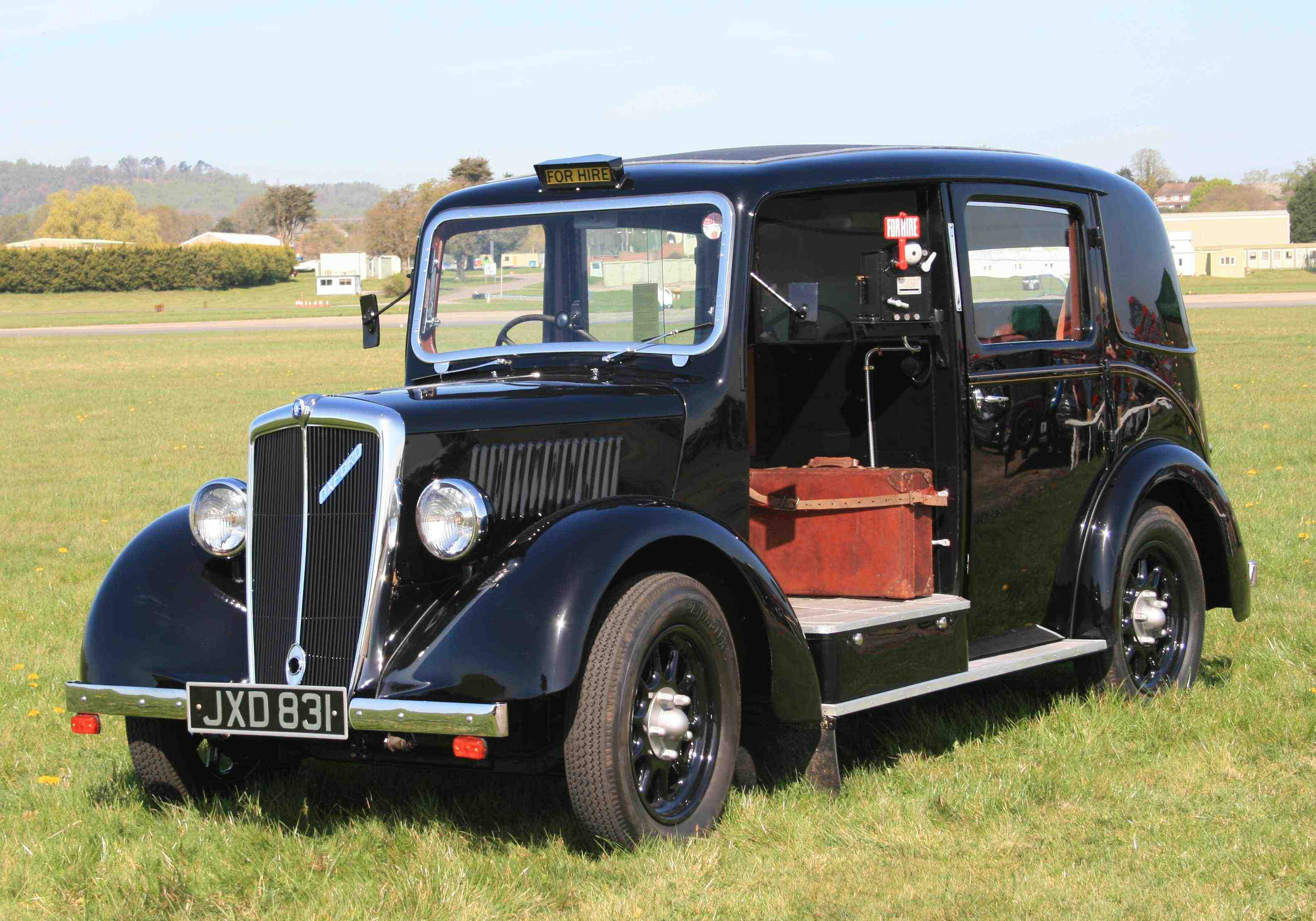
Wolseley Oxford Taxi Series I

У 1947 році з поста віце-президента концерну йде Майлс Томас, який був на цій посаді сім років, а на його місце приходить Реджинальд Хенкс, він береться за реорганізацію корпорації. 1948 року фірма будує на замовлення військового відомства повнопривідний штабний автомобіль FV1800 Mudlark, який оснастили мотором не власної конструкції, а 4-циліндровим Rolls Royce об'ємом в 2.8 л і потужністю 71 к/с, було побудовано 30 автомобілів, які віддали на випробування військовим.

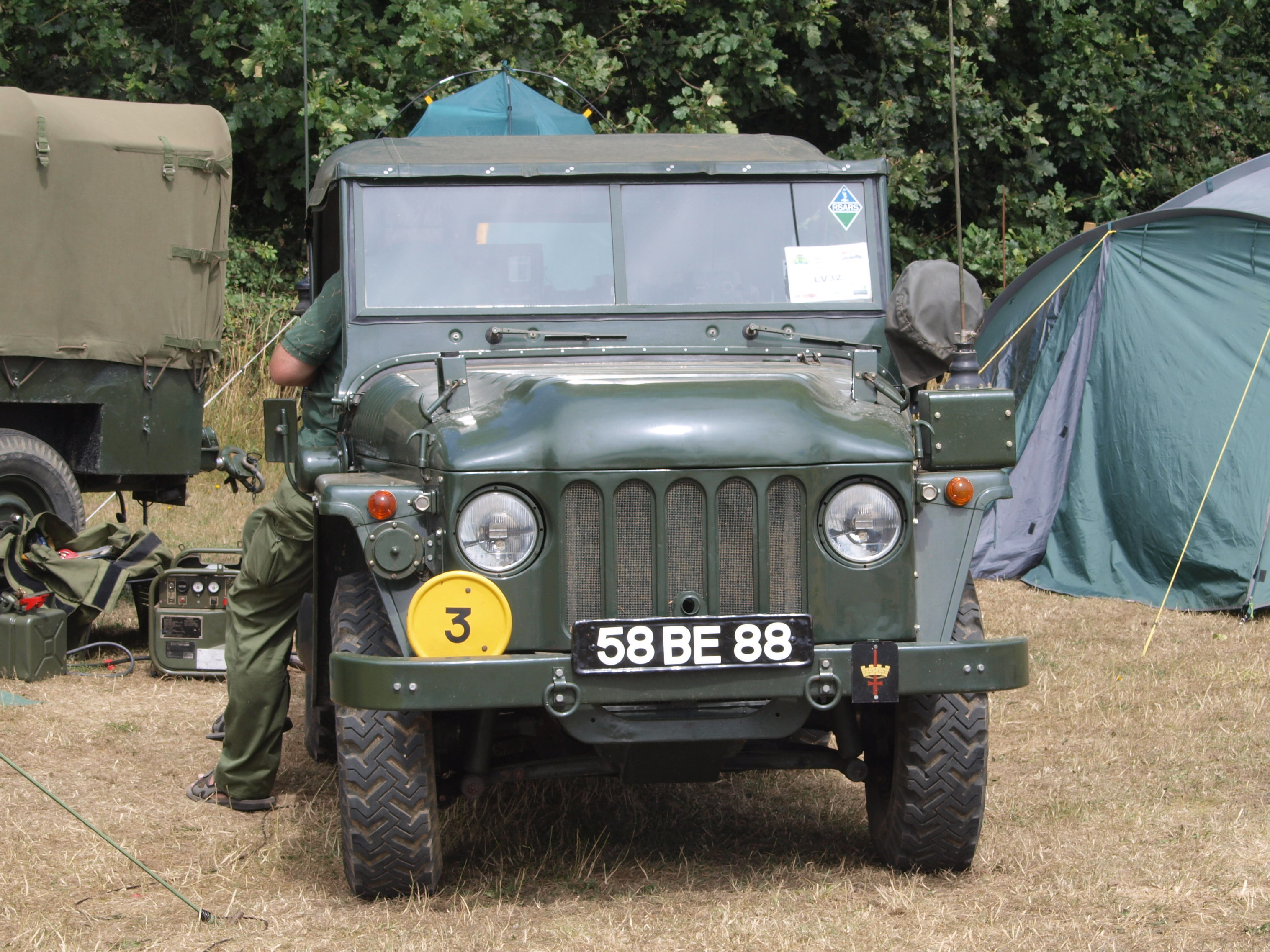
Wolseley FV1800 Mudlark

Хенкс вирішує перенести виробництво автомобілів в Коулі, на завод фірми Morris, де з першого січня 1949 повинні збиратися тепер автомобілі марок Morris і Wolseley, а на заводах в Бірмінгемі, де випускалася продукція Wolseley, збираються випускати трактори марки Morris. Переїзд означав і закінчення виробництва довоєнних моделей, замість них з'являються моделі 4/50 і 6/80, перша модель побудована на базі Morris Oxford МО, однак 1.5 л мотор був не нижньоклапанним, а з верхньоклапанною і верхневальною головкою (OHC), з самого мотора знято 51 к/с. Декор і оздоблення двох марок природно відрізнялися, якщо Morris виглядав цілком сучасно, то Wolseley отримав консервативнішу зовнішність; друга модель була копією Morris Six MS, 2.3 л 6-циліндровий двигун, як і на молодшій моделі, мав верхнє розташування вала і клапанів. Обидві машини, які зовні були практично ідентичні, отримали незалежну торсіонну передню підвіску коліс, 4-ступінчаста коробка передач отримаала важіль перемикання, встановлений на кермовій колонці. Однак молодша модель не була настільки популярна, як 6/80, бо різниця в ціні була мінімальна, до речі, вчергове машина марки Wolseley стає популярною у поліцейських, хоча седан 6/80 не розганяється понад 135 км/год.

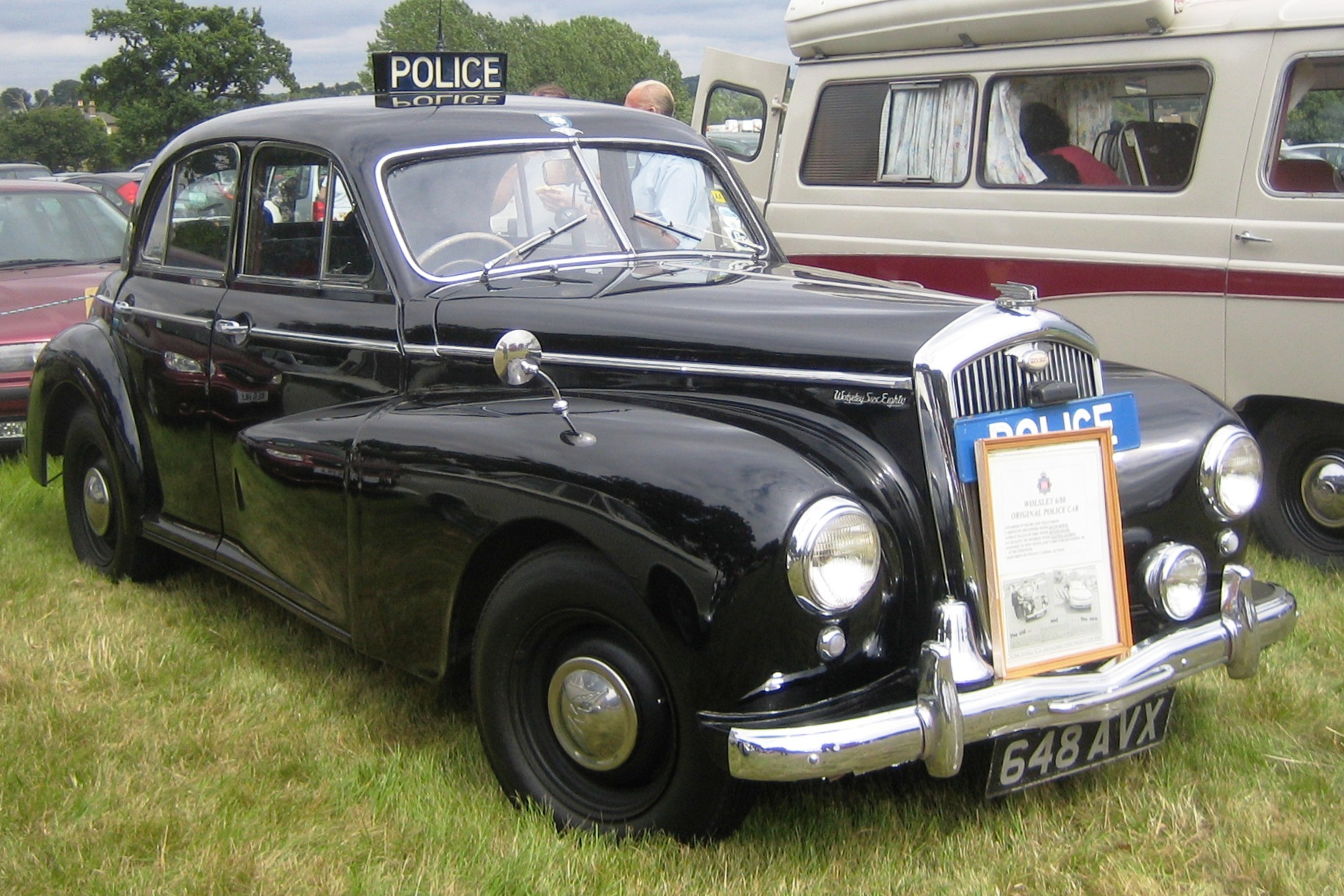
Wolseley 6/80 Police

У 1949 році версію Oxford Taxi оновлюють, вона отримує сталеві диски коліс, а через рік кузов стає 6-віконним. 1952 року Джеральд Палмер, який був головним дизайнером в концерні лорда Нафілда, готує нову модель як заміну 4/50, яку неохоче купують. 4/44, як назвали її, мала тримальний кузов і 1.25 л 46-сильний мотор, трохи пізніше, в тому ж році, з'явилася MG Magnette ZA, яка була побудована на основі Wolseley 4/44 з тією лише різницею, що MG мав потужніший мотор, а Wolseley мав багатше оснащення.

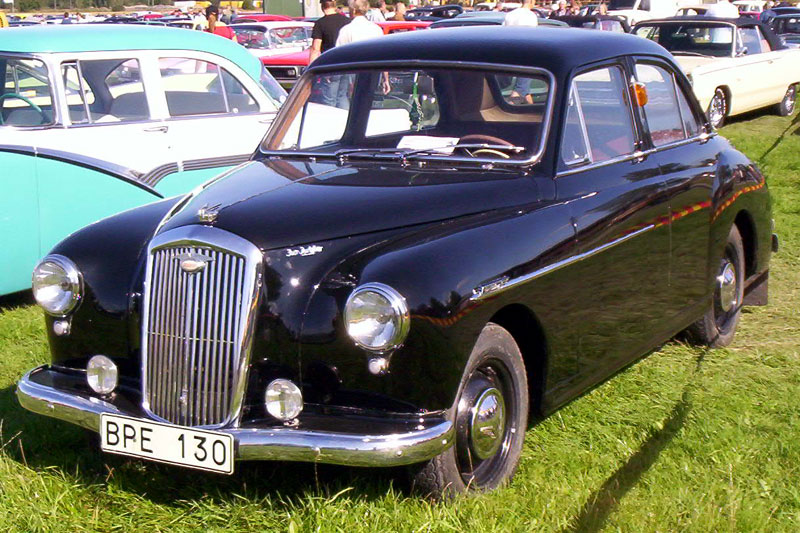
Wolseley 4/44

## Wolseley Motors у власності British Motor Corporation (1952—1967)
У квітні 1952 компанія Austin Motor Company об'єднується з Nuffield Organisation, на жаль, сам барон Остін не застав той момент, коли його обидва дітища з'єдналися, бо він помер у 1941 році. Після злиття новий концерн називається British Motor Corporation (ВМС), главою якої стає лорд Нафілд, проте вже через чотири місяці його змінює на цій посаді Леонард Лорд, до речі, Лорд прийшов у Wolseley в 1927 році, в акурат перед банкрутством фірми, в 1936 році, після конфлікту з Вільямом Моррісом, він покинув фірму, два роки він подорожував по світу, після чого прийшов працювати до головного конкурента Морріса у фірму Austin Motors, де через 8 років став головою цієї компанії. 1953 року припиняється виробництво кеба Oxford Taxi, бо Лорд вирішує вибір на користь дітища компанії Austin, не дивлячись на те, що FX3 теж не була свіжою моделлю, її випуск почався в 1948 році, до цього ж часу Wolseley FV1800 Mudlark успішно проходить випробування і британські військові замовляють 15000 автомобілів, але Лорд вирішує випускати ці машини під назвою Austin Champ, мабуть, в нього ще залишалася образа на Лорда Нафілда.

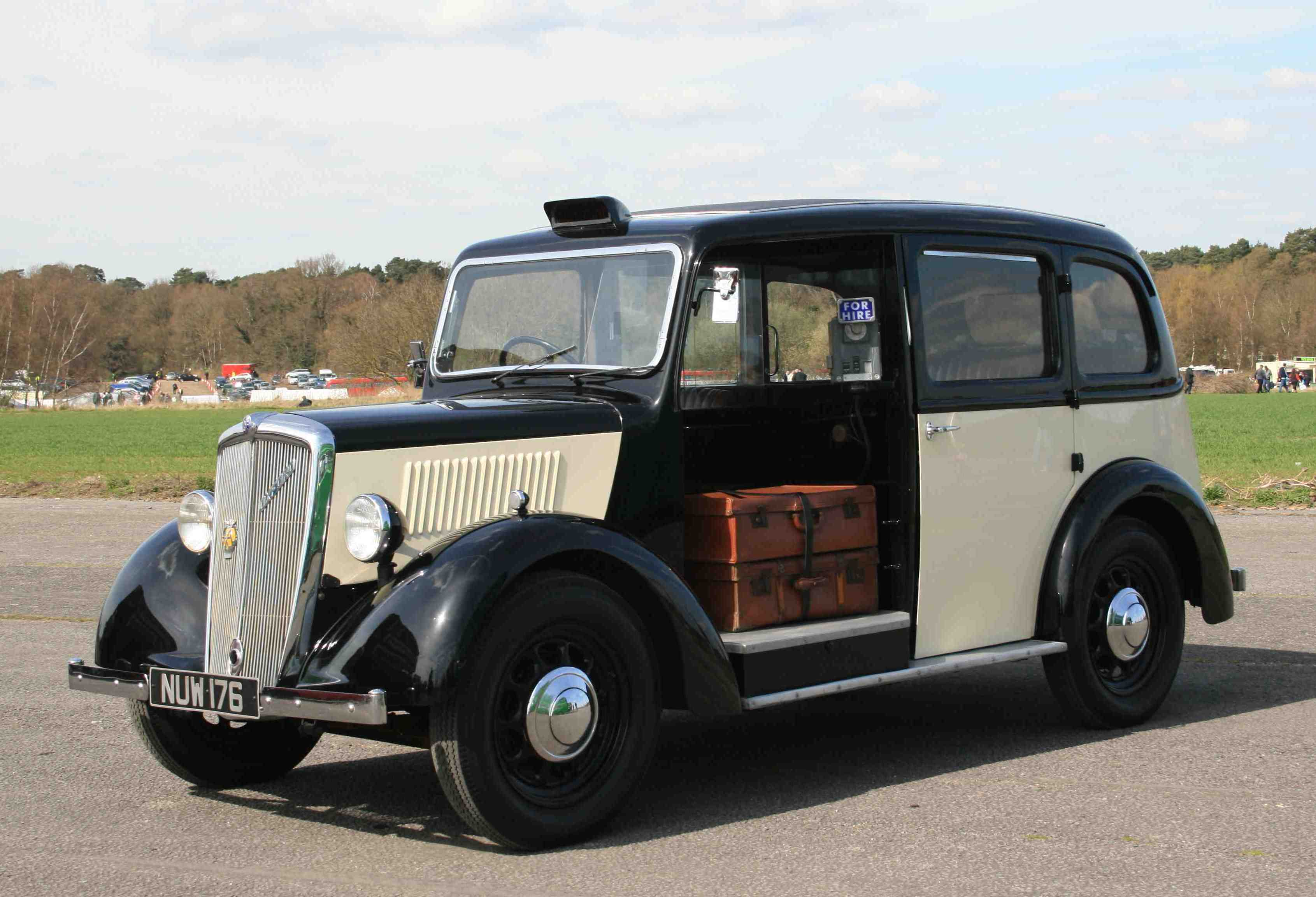
Wolseley Oxford Taxi MkIII

У 1954 році з'являється ще одне дітище Палмера — модель 6/90. Роком раніше Палмер спроєктував новий кузов для Riley RMH Pathfinder, тепер же дизайн машини злегка переробили, насамперед підійняли дах. Під капотом у цієї машини, яка прийшла на зміну моделі 6/80, стояв новий 2.6 л 6-циліндровий мотор потужністю 95 к/с, який ще не встигли випробувати на інших автомобілях концерну, крім цього, машини відрізнялися і конструкцією задньої підвіски, яка на Wolseley була пружинною по колу. На відміну від майже аналогічного Riley, ця модель оснащувалася тільки єдиним диваном спереду, а також обробкою шпоном сірого кольору, у Riley можна було замовити роздільні передні сидіння, а оздоблення деревом вироблялося з коричневого шпону. 6/90 мав непогані характеристики і розганявся до 155 км/год, а швидкість до 97 км/год набирав за 17.3 секунди.

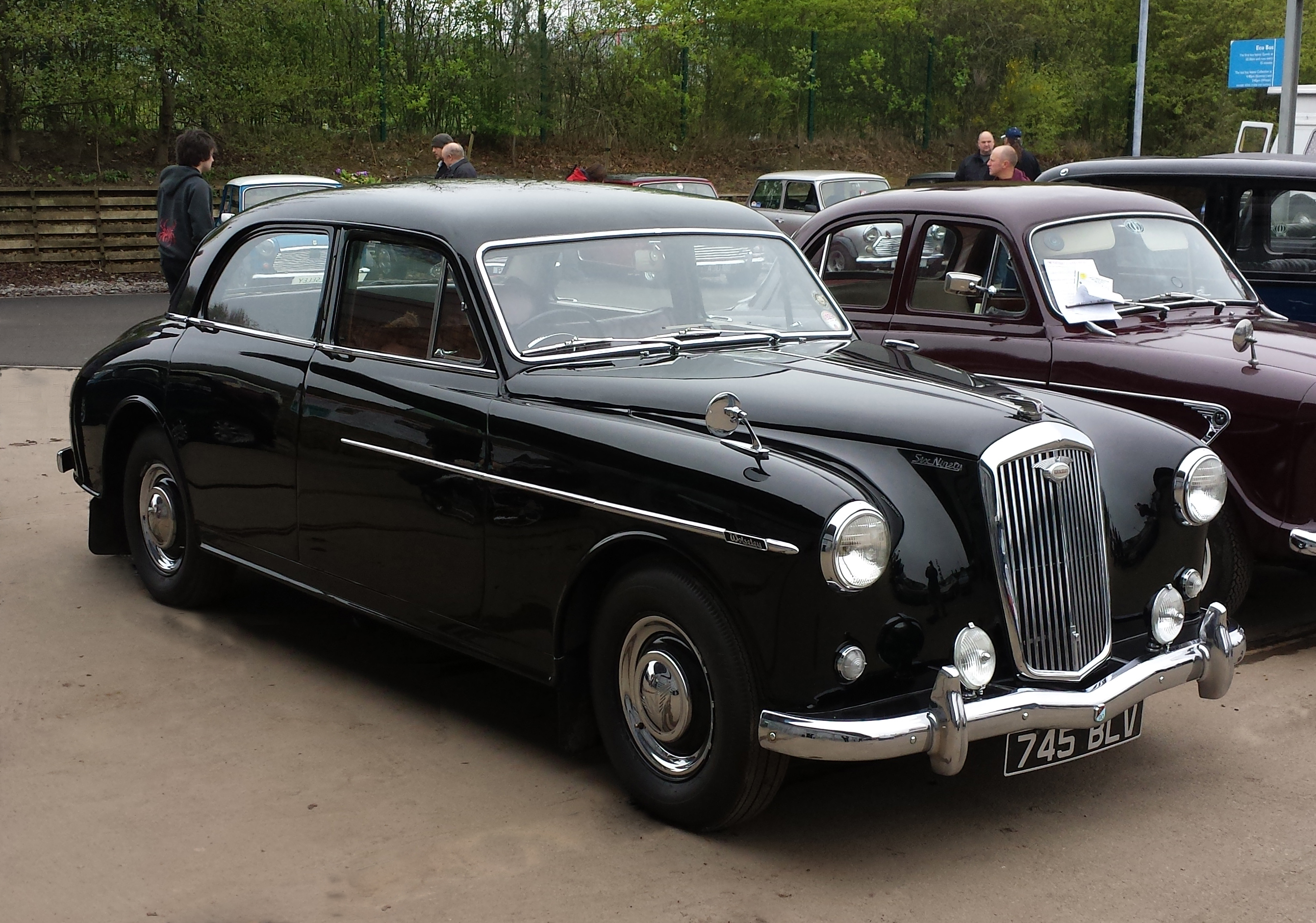
Wolseley 6/90

У 1956 році 6/90 оновлюють, 6/90 MkII отримує нове оформлення передка, оновлену задню підвіску, в салоні змін менше, головна — переїзд важеля КПП з кермової колонки на підлогу, але не на центральний тунель, а його розмістили біля водійських дверей, бо сидіння спереду залишалися роздільними, мотор форсували до 97 к/с. Як опція для 6/90 MkII тепер пропонується і автоматична коробка передач. Модель 4/44 так само оновлюють, вона отримує індекс 15/50, бувши клоном MG Magnette ZB, ця машина відрізняється від «донора» наявністю лише одного карбюратора на 1.5 л двигуні, який, до речі, став нижньовальним, видавав він 52 к/с. Важіль КПП переїхав на підлогу, а як опція стала пропонуватися коробка з автоматичним зчепленням — Manumatic, трансмісія була досить надійною, але дуже повільною, до того ж, машину з такою коробкою не можна було буксирувати, заводити з «штовхача» або паркувати з включеною передачею. Салон, як і колись, оброблявся шкірою і полірованим горіхом.

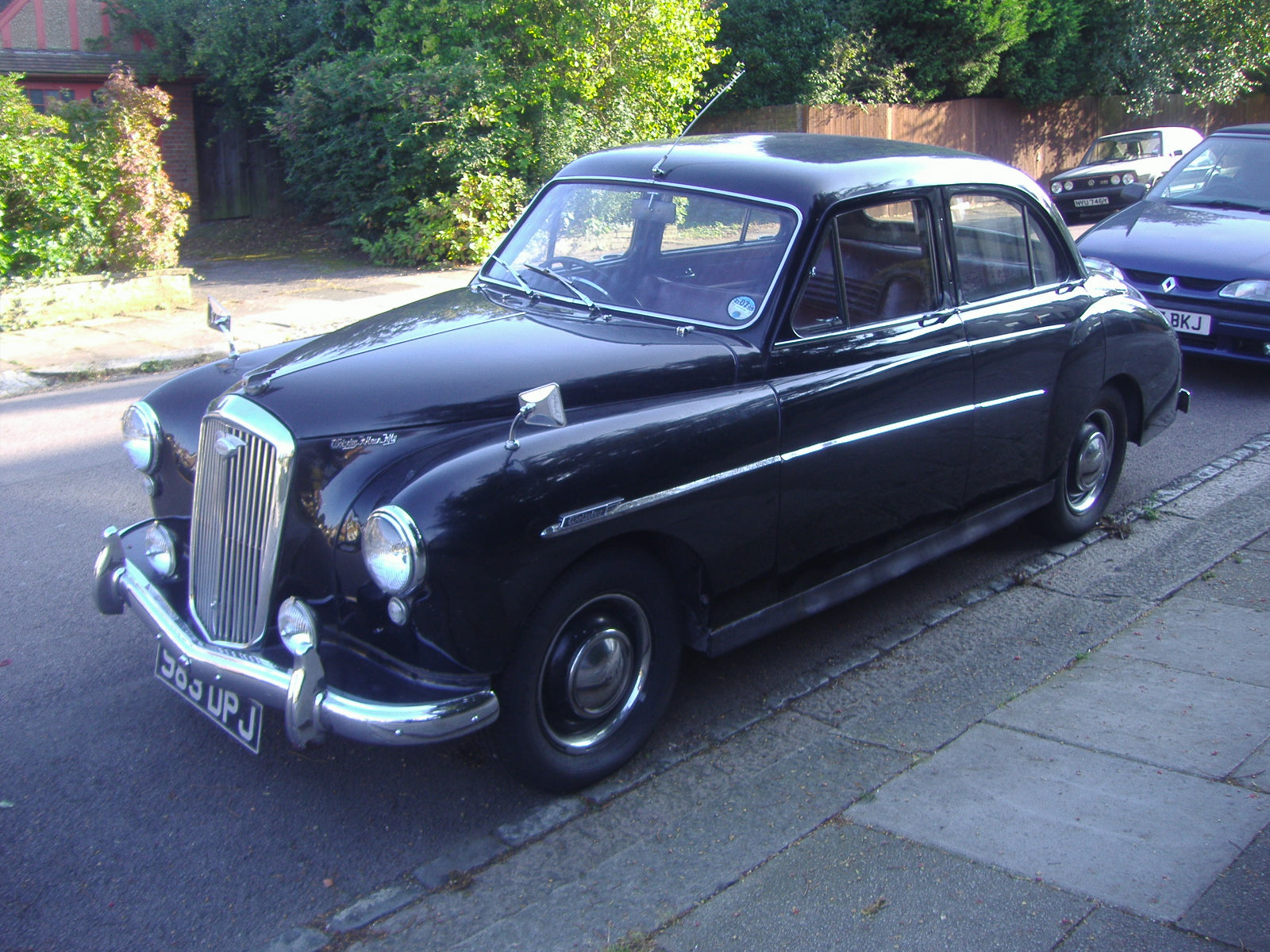
Wolseley 15/50

На початку 1957 року виходить у світ 6/90 MkIII, мотор машини видає тепер 101 к/с, гальма отримали підсилювач, рульове управління стає гострішим, а заднє вікно збільшене в розмірах, ця машина стане донором для Riley Two-point-Six. У квітні з'являється модель 1500, а через сім місяців зовнішній клон — Riley One-point-Five. Ще до того, як покинути в 1955 році ВМС на користь Vauxhall, Палмер почав роботу над новим проєктом DO1058, нова машина повинна була з'явитися під назвою Morris Minor 1200 і стати на сходинку вище моделі Minor 1000, яка з'явилася в 1956 році. Паралельно йшли роботи над люксовими варіантами, які повинні були продаватися під марками Wolseley і Riley, але до конвеєра дійшли тільки Wolseley і Riley, обидва вони отримали 1.5 л мотор, але, якщо у Riley, який мав спортивний імідж, мотор давав віддачу в 68 сил, то у Wolseley він розвивав всього 50 сил, розрізнялися машини і гальмівною системою, для слабшого Wolseley 1500 не стали встановлювати потужні гальма, до речі, для ірландського ринку випускався і Wolseley 1200 з 1.2 л мотором. Обидві машини шикарно оброблялися, але була різниця і в салоні, так якщо панель приладів в Riley була перед водієм, то у Wolseley вона мала менше приладів і розташована була посередині.

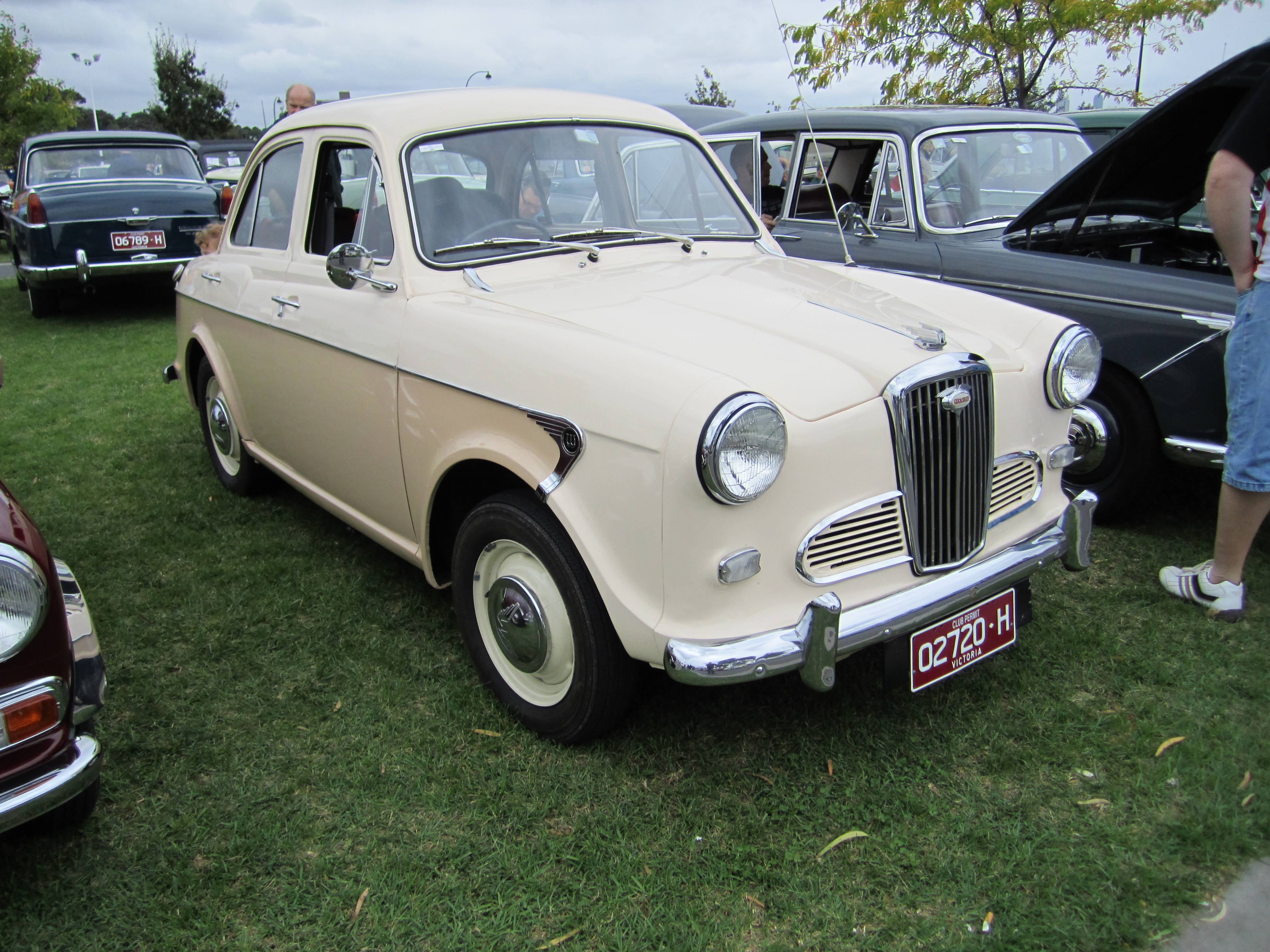
Wolseley 1500

У грудні 1958 року публіці показують нову модель, дизайн якої розробив Баттіста Фаріна, не дивлячись на те, що новий кузов будуть мати всі марки концерну, першим, кого оснастили ним, став Wolseley 15/60. Ця машина прийшла на зміну 15/50, під її капотом також розташовувався 1.5 л двигун, але вже потужністю в 52 к/с. Передня підвіска була незалежною, в той час як задня була ресорною, гальма мали гідравлічний привід, ручник помістили між водійським сидінням і дверима, самі передні сидіння при цьому були роздільними. Салон за традицією мав шкіряну і горіхову обробку, обігрівач салону, починаючи з моделі 4/50, був стандартним оснащенням машини марки Wolseley.

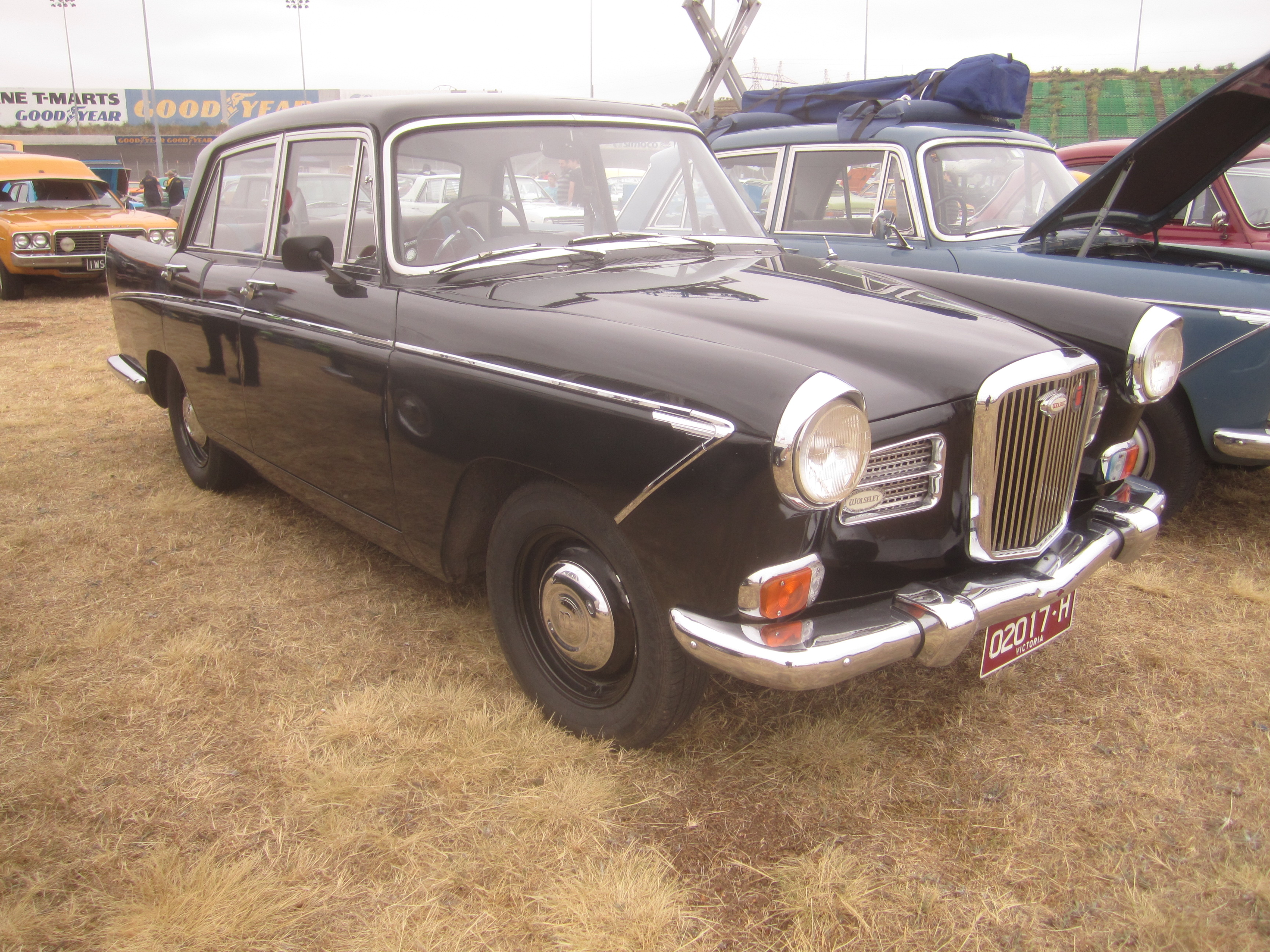
Wolseley 15/60

Зовсім скоро, на початку 1959 року, анонсується і нова модель 6/99, яка стає найбільшим Wolseley після того, як в 1948 році припинили випускати модель 25HP. Ця машина не мала аналога у Riley (обидві марки практично ставали клонами, за винятком підкапотної начинки), але зате аналогічні машини випускаються під назвою Austin A99 Westminster і Vanden Plas Princess 3-Litre, всі ці машини оснащувалися мотором від спортивного Austin Healey 3000, об'єм якого дорівнював 2.9 л, а потужність 103 к/с. На Wolseley 6/99 встановили 3-ступінчасту синхронізовану коробку передач, розроблену Порше, а сама коробка отримала додатково овердрайв Borg Warner, тому, кому було лінь самому встромляти передачі, пропонувався автомат від того ж Borg Warner, що цікаво, на відміну від інших моделей на цій машині зберегли важіль КПП на кермовій колонці. Ця велика машина отримує гідравлічні гальма Локхід, плюс дискові гальма на передніх колесах, передня і задня підвіска оснащується стабілізаторами. У салоні 6/99 відрізнявся від А99 багатою обробкою з шкіри і полірованого горіха, що вже було в традиціях марки, як опція можливо було замовити кондиціонер Normalair. Зовні ж схожі Wolseley і Vanden Plas спереду разюче відрізнялися від дешевшого Austin, а вночі Wolseley відрізнити від Vanden Plas можна було за традиційною емблемою з підсвічуванням в решітці радіатора, до речі, Wolseley можна було замовити і в 2-кольоровому забарвленні кузова. У Данії Wolseley 6/99 продавався під індексом Wolseley 300.

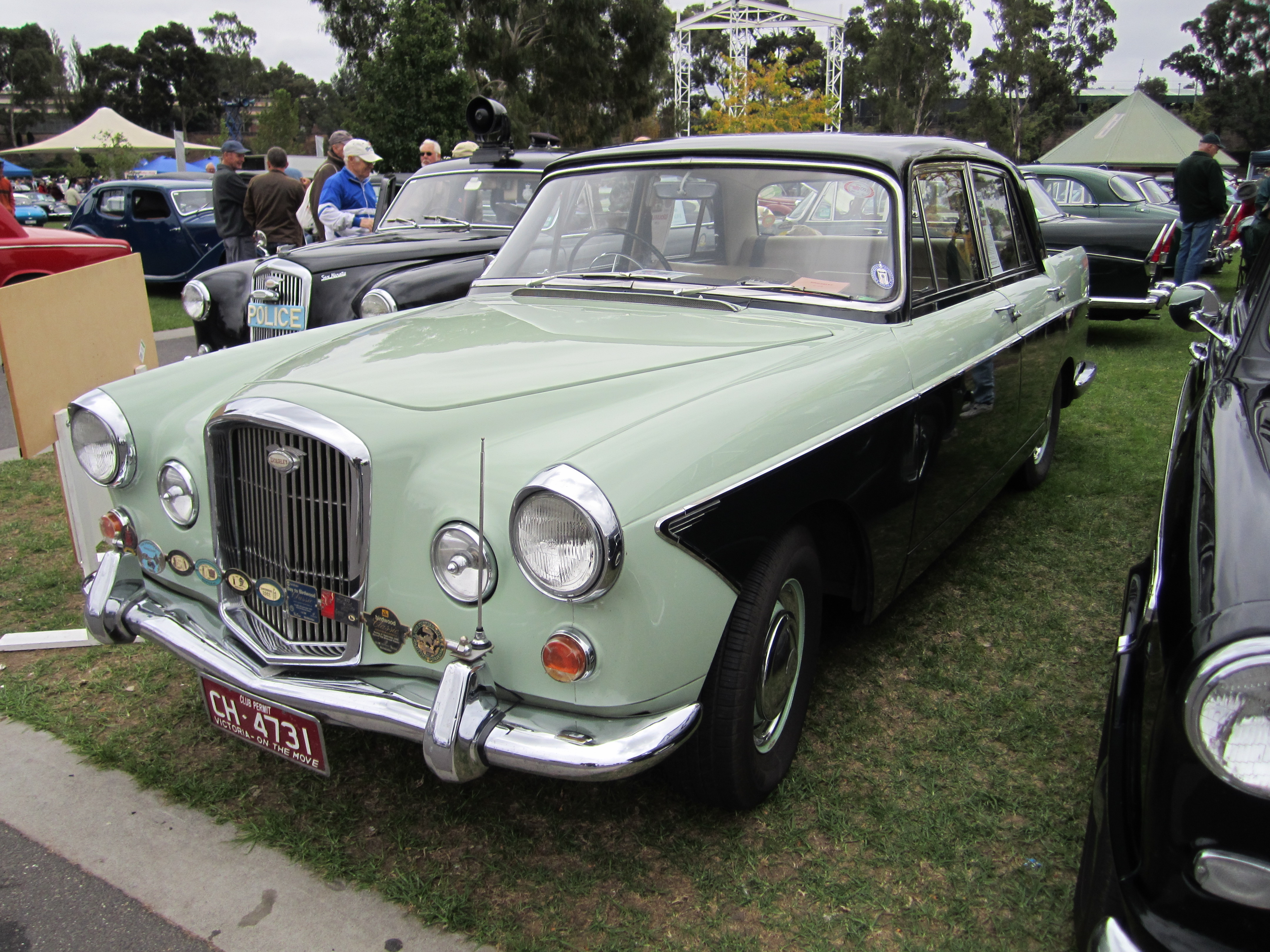
Wolseley 6/99

У травні 1960 року Wolseley 1500 оновлюють, насамперед петлі капота і багажника роблять прихованими, зменшується кількість хрому, а з передніх крил зникає хромоване коло із вписаною в ньому буквою W, за недовго до поновлення машина отримала трохи ширші покришки, а тепер знизили і підвіску, що позитивно позначилося на керованості. 1961 року з поста голови фірми йде Леонард Лорд, а його місце займає Джордж Херрімен, він вирішує вивести на ринок люксові версії популярної машини Austin Seven і Morris Mini, які з'явилися ще в 1959 році. Fisher & Ludlow проєктує 3-об'ємні кузова типу седан, які стали встановлювати на моделі Riley Elf і Wolseley Hornet, причому Wolseley отримує легендарне ім'я моделі 30-х років. Обидві машини отримують 850 кубовий 34-сильний двигун і 4-ступінчасту коробку передач, підвіска була такою ж, як і у «донора», тобто на гумових елементах, обидві машини мали в базовому оснащенні пічку, освітлення салону і дерев'яну обробку, але, якщо Elf мав панель приладів на всю ширину салону, то Hornet — тільки посередині машини. Сидіння на машинах мали комбіновану обробку і знову, якщо Elf оснащувався шкіряно-текстильною оббивкою, то в Hornet вставки були вініловими.

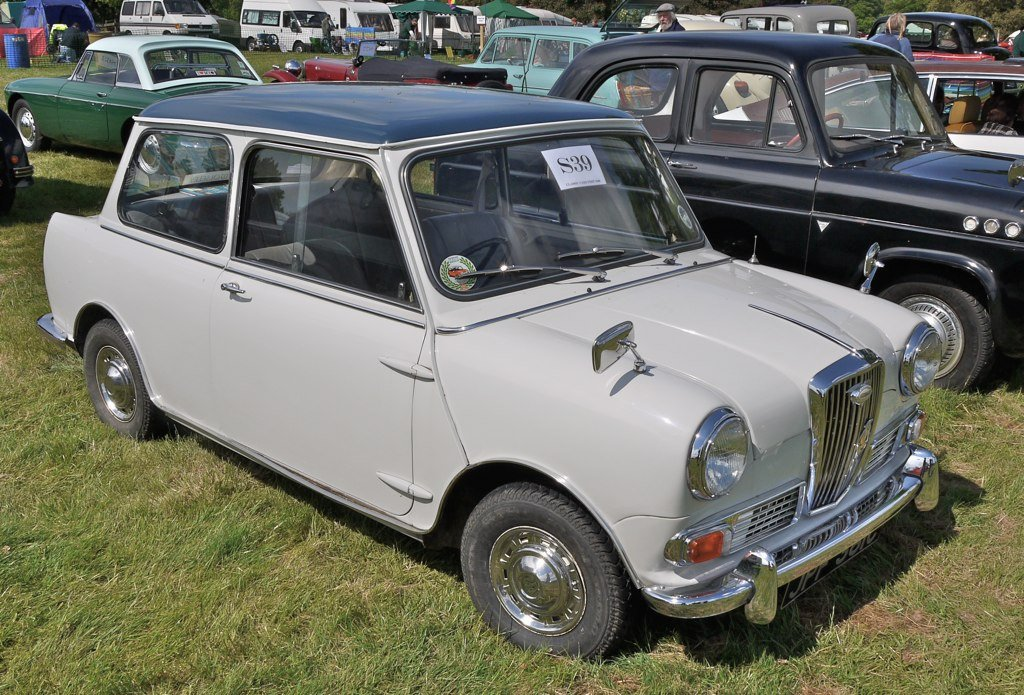
Wolseley Hornet Mk1

У 1961 році Wolseley 1500 отримує оновлений дизайн передка, ґратки біля решітки радіатора збільшуються в розмірі, в них вбудовуються помаранчеві поворотники, задня оптика стає більш великою, сидіння в салоні отримує монотонну обробку, а задні стають ще й тоншими, що повинно було трохи збільшити простір для задніх пасажирів. Технічних змін машина не зазнала, хіба що вчергове підвіску зробили нижчою.

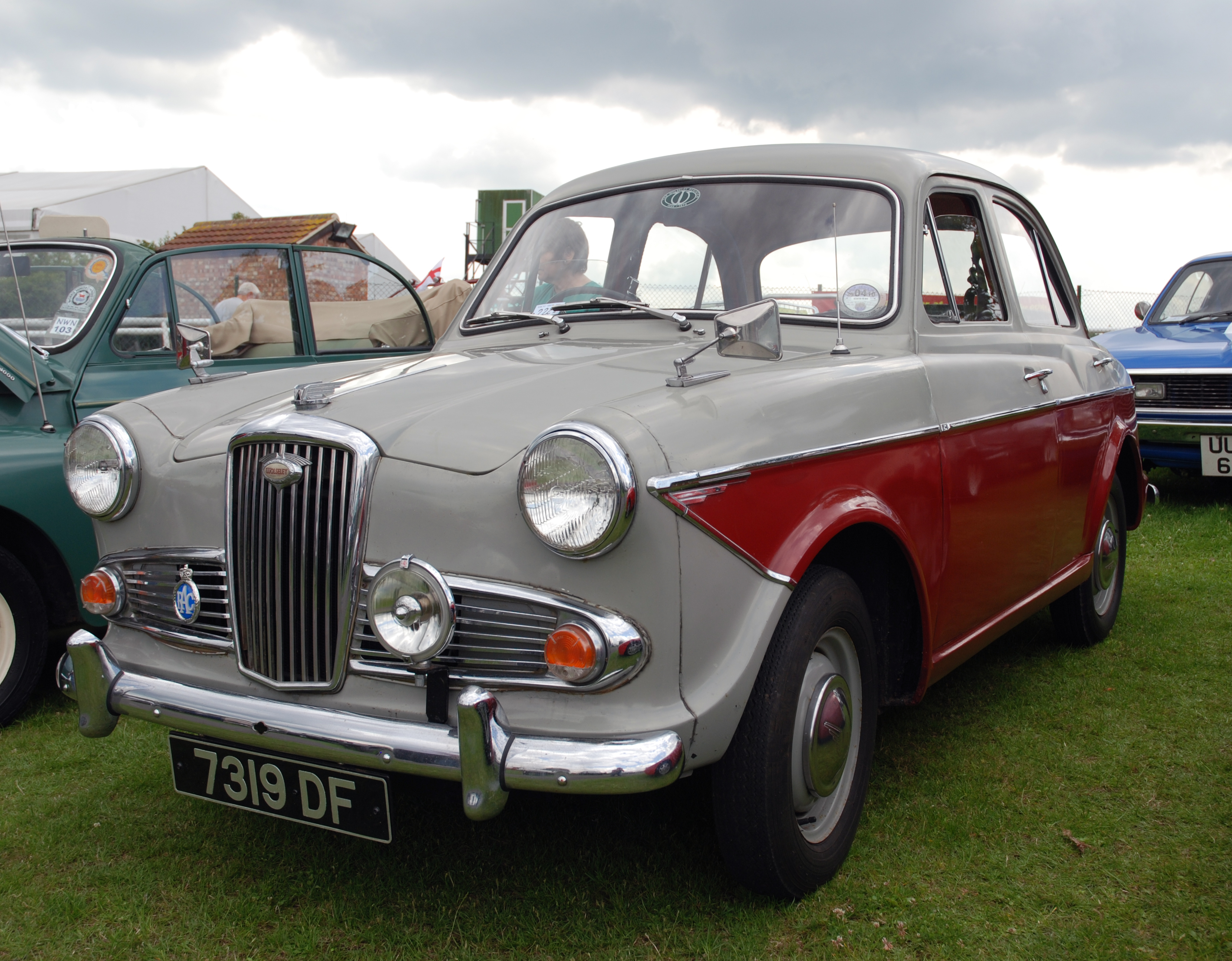
Wolseley 1500 MkIII

Все в тому ж році оновлення стосується і модель 6/99, яка отримує індекс 6/110, але, на відміну від молодшої лінійки, ця машина обзаводиться не новим декором, а оновленою начинкою мотора: нові вали, розподільник та інші тонкощі дозволили зняти 120 к/с з мотора. База коліс була збільшена на 5 см, але це не було видно неозброєним оком, але зате відчувалося, сидячи на задньому сидінні, до речі, задні пасажири отримали і столики для пікніка, у водія теж дещо змінилося — важіль КПП переїхав на підлогу, а за замовленням тепер може встановлюватися і підсилювач керма. Задня підвіска була посилена, вона отримала додаткові три листа в ресорах (тепер їх стало 11), а також гідравлічний поперечний демпфер, який гасив горизонтальні коливання.
Так само в 1961 році оновлення зачіпають і модель 15/60, яка тепер носить найменування 16/60, бо тепер під капот встановили 1.6 л 61-сильний агрегат, на пару з 4-ступінчастою коробкою передач тепер пропонується і автоматична коробка передач Borg Warner 35, яка стає досить популярною на цій машині, тому що перша передача на ручній коробці несинхронізована. Машина отримує нові задні крила, які стали значно нижчими в порівнянні з попередником, так само змінилася і задня оптика. База коліс була збільшена, так само як і колія, підвіска була також модернізована, всі ці напрацювання значно поліпшили насамперед керованість автомобіля.

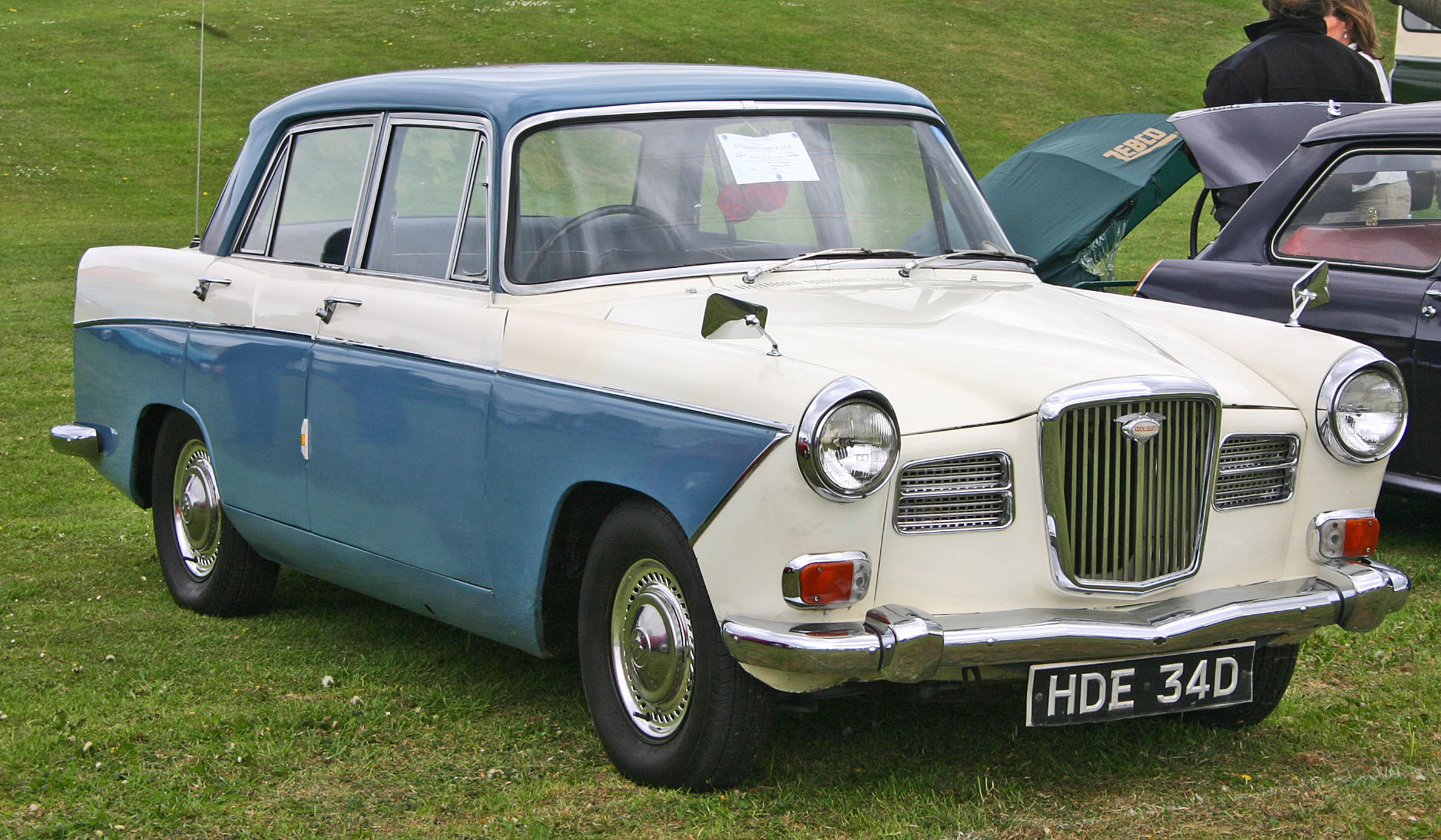
Wolseley 16/60

У 1962 році для австралійського ринку з'являється модель 24/80, це була 6-циліндрова версія моделі 15/60, яка, до речі, спочатку на австралійському ринку продавалася з 1.6 л мотором. Зовні ця машина мало чим відрізнялася від 15/60, хоча базу коліс збільшили на 2.5 см, під капот встановили 2.4 л 6-ку потужністю 80 к/с, коробку передач встановили 3-ступінчасту від Nash Metropolitan Series IV, який якраз до цього часу припинили випускати. В Англії ж модель Hornet отримує 1 л мотор потужністю 38 к/с, гальма так само були покращені через збільшення швидкісних характеристик, ця модель стала називатися Hornet MkII. 1964 року ця машина отримує підвіску типу гідроластік, нове зчеплення і козирки від сонця в салоні. 1964 року 6/100 MkII обзаводиться 4-ступінчастою трансмісією, але овердрайв тепер ставиться тільки на замовлення, автомат так само ставиться за замовленням, гальма спереду стали товстіші, а задні отримали автоматичне регулювання, задня підвіска отримала телескопічні амортизатори, що спричинило зменшення кількості листів в ресорах, тепер їх стало всього сім, так само «14» колеса змінилися на «13», на які встановили покришки з вищим профілем. У жовтні цього року австралійська модель 24/80 отримує новий кузов, він же від 16/60, разом з тим шкіряний салон на цій машині замінюється на вініловий, віддача мотора підвищилася до 84 к/с, а всього ця модель живе рівно рік, стаючи останнім Wolseley, який продають в Австралії.
У 1965 році припиняється і виробництво моделі 1500, замість неї виходить у світ новий модельний ряд з тримальним кузовом і переднім приводом — Wolseley 1100 (мав клонів Riley Kestrel і MG 1100). Ці три моделі були люкс і спорт варіантами Morris 1100, який випускався з серпня 1962 року. Ці три машини мали однаковий мотор 1.1 л і потужністю 55 к/с.

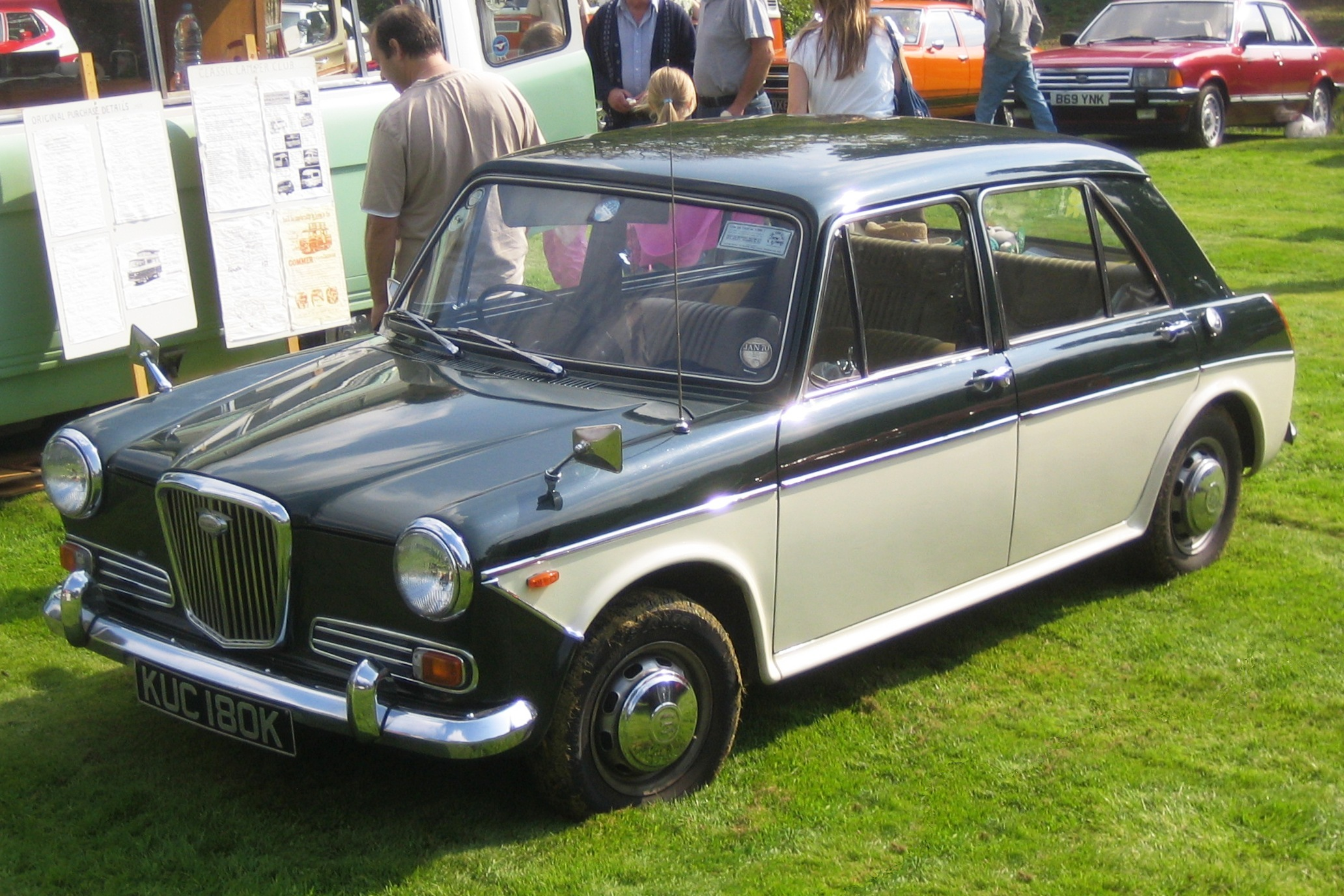
Wolseley 1100

Wolseley збудували на базі MG і зовні він відрізнявся тільки своєю решіткою радіатора, в салоні була прямокутна приборка замість круглої, що стояла на Riley. У березні 1966 фірма H.J. Heinz Co замовляє 57 кабріолетів на базі Hornet у фірми Crayford Engineering. H.J. Heinz Co зараз відома своїми кетчупами, а тоді, в 1966 році, в асортименті було 57 видів консервованих супів, от між покупцями цих супів і розігрувалися ці машини. Машини ці мали комплект для пікніка, який включав: плед, посуд, кип'ятильник, чайник, столові прилади, а так як передбачалося, що машини розігруватися будуть переважно серед жінок, то бардачок машини був забитий продукцією фірми Max Factor, щоб леді могли привести себе в порядок після пікніка на узбіччі.

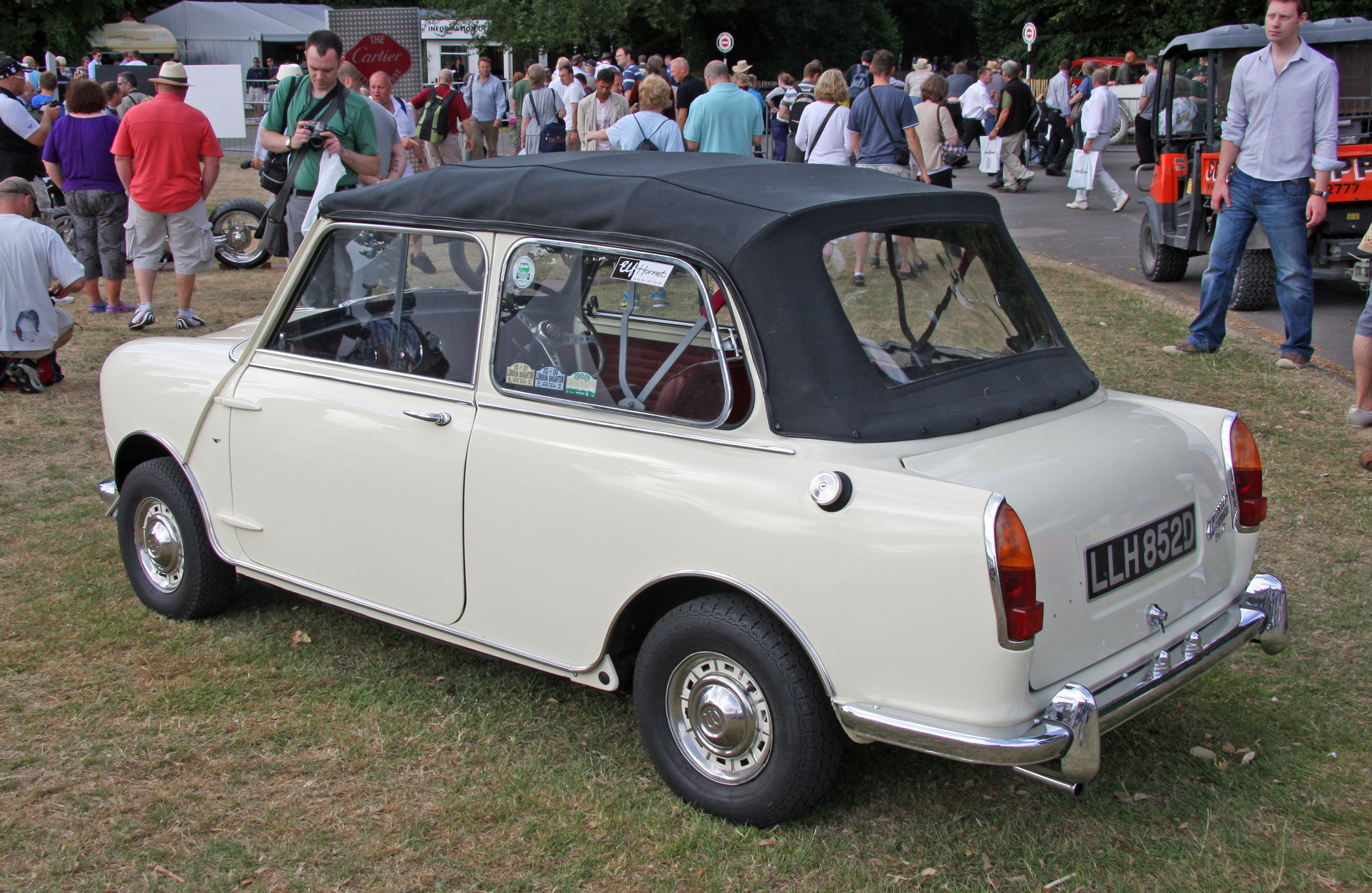
Wolseley Hornet MkII Heinz by Crayford

## Wolseley Motors у власності British Leyland Motor Corporation (1967—1986)
Crayford Engineering вирішило запропонувати і своїм клієнтам відкриту версію, причому вона була спортивною і називалася Horner Viking Sport, мотор машини доводили до розуму: підвищували компресію, змінили впускний і випускний тракти, така версія розвивала 172 км/год, що було на 50 км/год більше, ніж у базової моделі. Підвищена віддача потребувала і потужніших гальм з підсилювачем, педалі в салоні були алюмінієвими, а кермо машини дерев'яним, забарвлювалася машина тільки в темно-сірий колір. 1966 року BMC об'єднується з Jaguar Cars і утворюється British Motor Holdings, в рамках нового об'єднання оновлюється і модель Hornet, виробництво якої переноситься в Лонгбрідж, де роблять Austin. Hornet MkIII отримує приховані петлі дверей, які, до речі, не з'являться на Mini до 1969 року, вікна тепер опускаються, а не зсуваються, змінюється форма вентиляційних сопел в салоні.
У 1967 році Hornet як опцію отримує коробку автомат, модель 1100 отримує нові задні фари, а як опцію — коробку автомат, також асортимент розширюється 1.275 л 58-сильною версією — 1300. На ринок в 1967 році виводиться і нова модель — 18/85, ця машина була дорогою версією Austin/Morris 1800 і не мала клона у RIley. Під капотом у 18/85 (до речі, теж історична назва) був 1.8 л мотор потужністю 85 к/с, підвіска була «Гідроластік», розроблена Алеком Іссігонісом, гальма спереду — дискові.

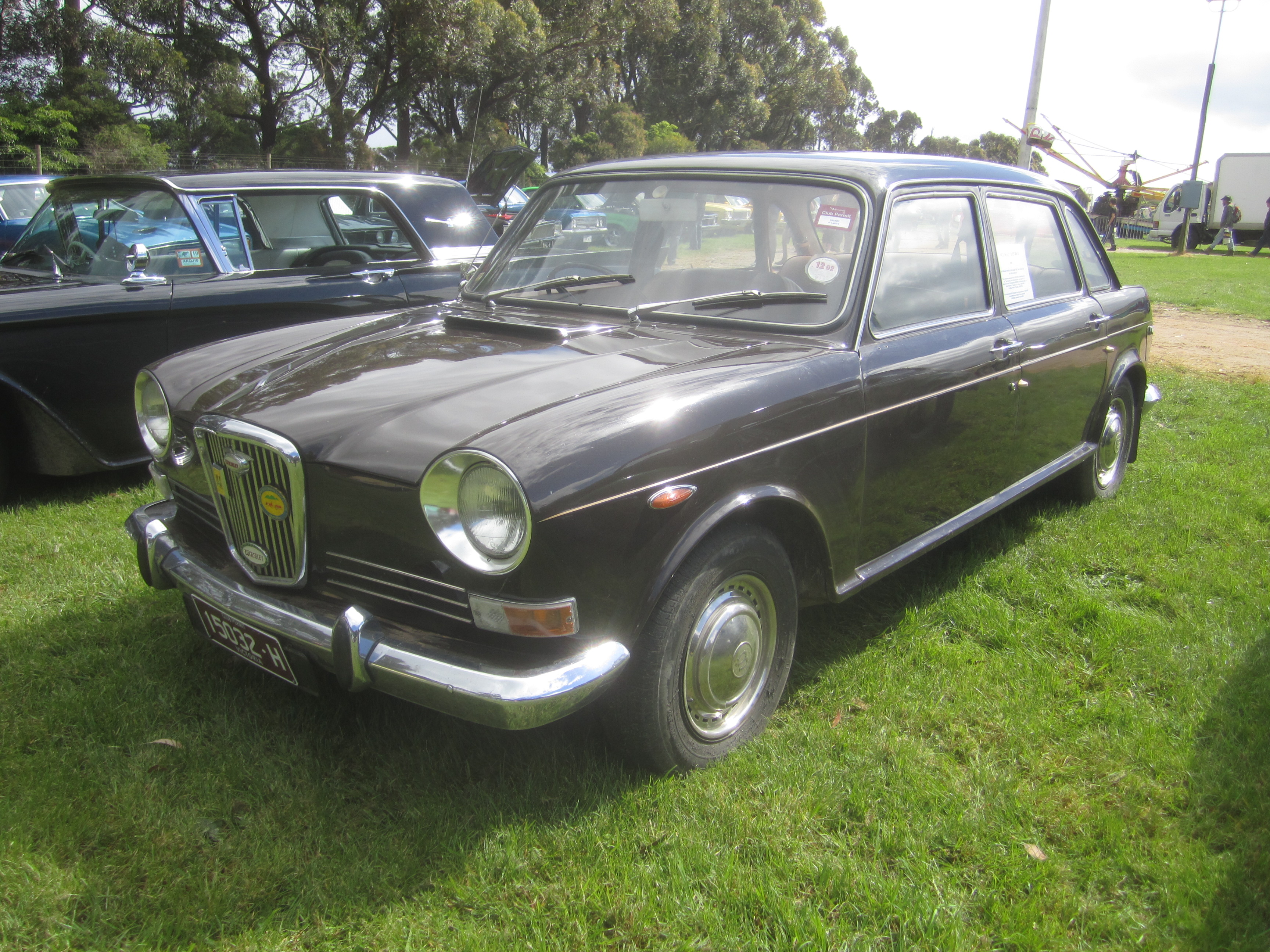
Wolseley 18/85

У 1968 році BMH зливається з Leyland Motor Corporation і утворюється British Leyland Motor Corporation, за кілька місяців до цієї події з виробництва знімається модель 6/110, яка залишається без спадкоємця, 1100 MkII йде на спочинок, а модель 1300 форсується до 65 к/с в версії з 4-ступінчастою мануальної коробкою, і до 60 к/с у варіанті з автоматом.
У 1969 році Hornet/Elf залишають конвеєр, модель 18/85 отримує новий салон, при цьому його спрощують, весь хром змінюється на пластик від дешевшого Morris, зате з'являється версія 18/85S з двома карбюраторами, завдяки чому потужність зросла до 96 к/с . У цьому ж році в ході раціоналізації холдинг відмовляється від бренду Riley, вибір стояв між Riley і Wolseley, але на користь останнього зіграв аргумент, що 33 роки Wolseley був дорогою версією Morris, в той час як Riley так і не знайшов своє місце в концерні. 1971 року з конвеєра сходить останній 16/60, Wolseley був єдиним, хто продовжував випускати цей тип кузова, в 1968 році решта брендів відмовилися від цієї лінійки. 1972 року модель 18/85 сходить зі сцени, замість неї з'являється модель Wolseley Six, машина з точно таким же кузовом, але під капотом тепер була розміщена поперечно 2.2 л шістка потужністю 110 к/с, зовні цю машину можна відрізнити за додатковими повітрозабірниками під декоративними хромованими ґратами. Як опції пропонувалися коробка автомат, заднє скло з обігрівом, диски Rostyle і гідропідсилювач керма.

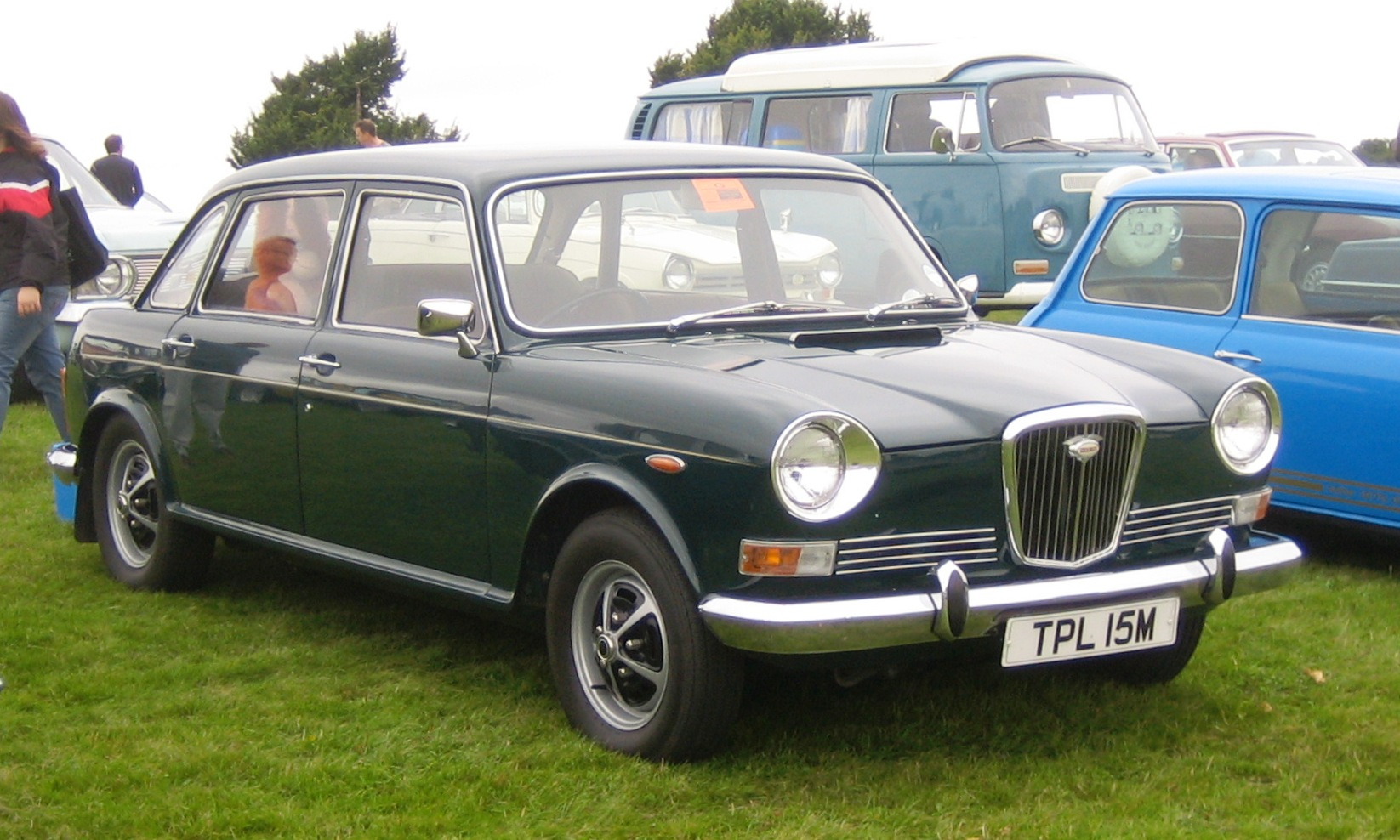
Wolseley Six

У 1973 році ця модель залишається єдиною у виробничій програмі, тому що 1300 припиняють виробляти в квітні цього ж року, Six залишався на конвеєрі до березня 1975 року, коли її змінила нова модель проєкту ADO71 — Wolseley 2200. Ця топова версія моделей Austin/Morris 18/22 зовні відрізнялася від них, так, якщо ці машини мали трапецієподібні блоки фар, то Wolseley оснастили 4-ма круглими фарами, іншими решітками радіатора, хромованою обробкою в кузові і характерним горбом на капоті. Цю серію прозвали мурахоїдом або клином через характерний дизайн, розроблений Херрісом Менном. Машина була схожа на хетчбек, але заднє вікно було зафіксоване і воно підіймалося вгору, в зв'язку в цим клієнти були незадоволені незручністю завантаження-вивантаження поклажі в ці машини. Wolseley, на відміну від дешевших побратимів, комплектувався дисками Dunlop Denovo з радіальними покришками, підголівниками, ламінованим лобовим склом і забарвлювався у фарбу металік. Wolseley оснащувався тільки 6-циліндровим мотором 2.2 л потужністю 110 к/с, трансмісія могла бути на всіх версіях як 4-ст. мануальною, так і 3-ступінчастою автоматичною. У вересні 1975 року, тобто через шість місяців після початку продажів цієї машини, було реалізовано близько 3800 автомобілів, керівництво холдингу вирішило відмовитися від марки Wolseley, бо сам холдинг перебував у важкому економічному становищі.

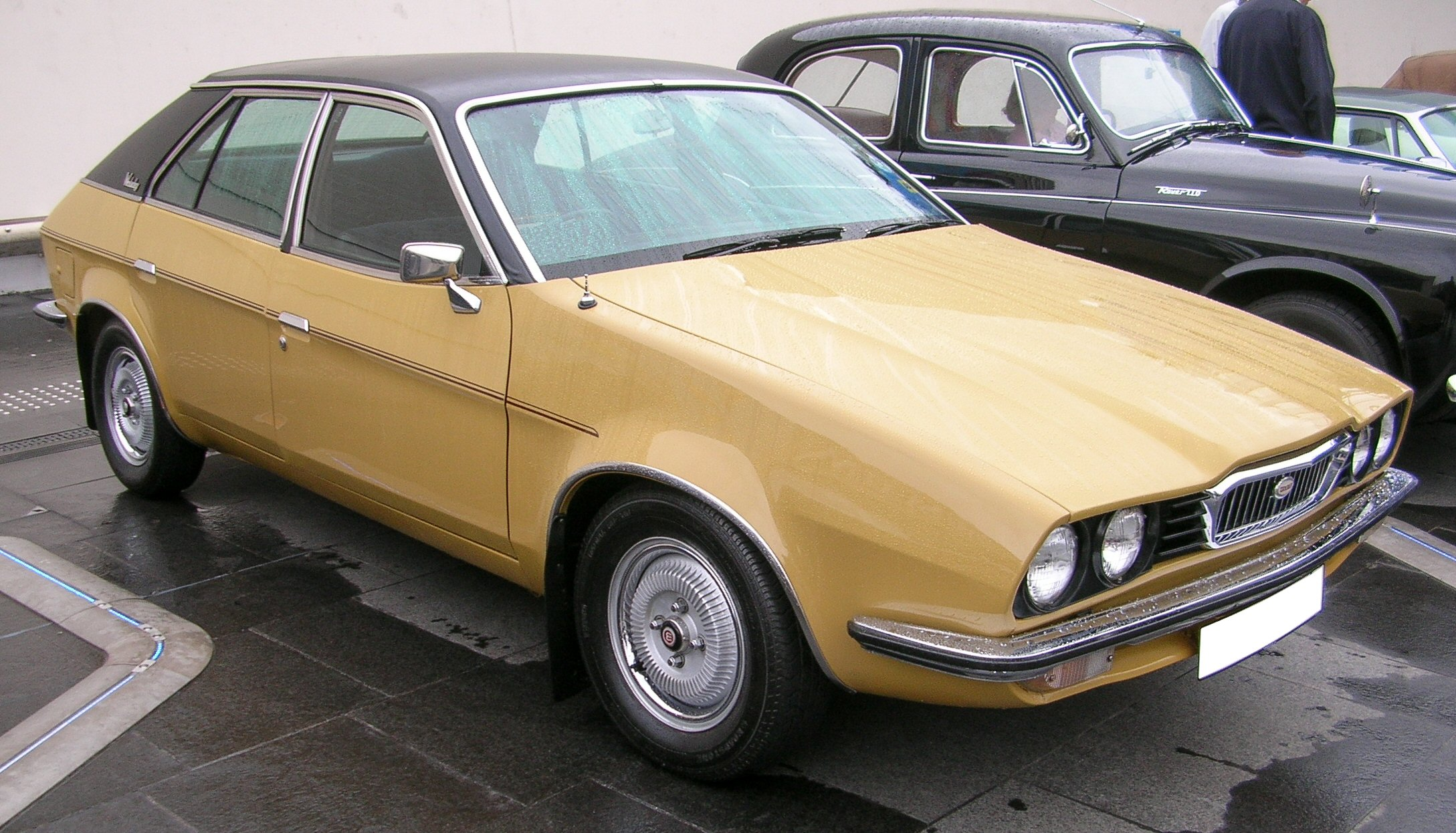
Wolseley 2200

До речі, виробництво Morris/Austin 18/22 так само припинили восени 1975 року, бо BLMC вирішили продавати цю машину під брендом Princess, який повинен був нагадувати про марку Vanden Plas. Тепер стилістика змінилася і дешевша 4-циліндрова Princess 1800 оснащувалася круглими фарами, в той час як Princess 2200 оснастили трапецієвидними блок-фарами.

## Wolseley Motors у власності Rover Group (1986—1988), British Aerospace (1988—1994), BMW (1994—2000), MG Rover(2000—2005) та Nanjing Automobile Corporation (2005-)
У 80-ті роки ходили чутки про відродження марки Wolseley, так топову версію нового Austin Ambassador планувалося продавати під цією маркою, але в реальності її назвали Ambassador Vanden Plas. 1993 року BMW взяло під свій контроль те, що залишилося від колись величезного холдингу BLMC, торгова марка Wolseley так само дісталася німцям, проте, коли у баварців не склалося з Rover і MG і фірми були продані групі MG Rover, то торгову марку Wolseley не залишили собі, а передали разом з Rover покупцям. Сьогодні Wolseley, так само, як і Morris і MG, належить китайському концерну Nanjing. Залишається сподіватися, що китайці не запустять у виробництво під цим легендарним ім'ям свої автомобілі, як це відбувається з маркою MG.

## Список легкових автомобілів Wolseley
- 1896 — Трицикл Wolseley, побудований Гербертом Остіном
- 1898 — Wolseley Autocar Number One
- 1900 — Wolseley Voiturette 3 ½ НР
- 1901 — Wolseley 5HP
  - Wolseley 10НР
  - Wolseley 20НР Racing
- 1902 — Wolseley 20НР
  - Wolseley 45/50НР
  - Wolseley 7 ½ НР
- 1903 — Wolseley 30HP
- 1904 — Wolseley 6HP
  - Wolseley 8HP
  - Wolseley 12HP
  - Wolseley 24HP
  - Wolseley 96НР
- 1905 — Wolseley-Siddeley 15HP
  - Wolseley-Siddeley 18HP
  - Wolseley-Siddeley 32HP
  - Wolseley-Siddeley 45НР
  - Wolseley-Siddeley 70НР
- 1907 — Wolseley-Siddeley 10/12HP
  - Wolseley-Siddeley 14/20HP
  - Wolseley-Siddeley 16/24НР
  - Wolseley-Siddeley 30/40HP
  - Wolseley-Siddeley 45/60HP
- 1909 — Wolseley-Siddeley 12/16НР
  - Wolseley-Siddeley 16/20НР
- 1910 — Wolseley-Siddeley 20/28НР
  - Wolseley-Siddeley 30/34НР
  - Wolseley-Siddeley 40НР
  - Wolseley-Siddeley 24/30НР
  - Wolseley-Siddeley 50НР
- 1912 — Wolseley 35/40НР
- 1914 — Wolseley-Stellite E2 9НР
  - Wolseley 30/40НР
- 1920 — Wolseley E3 10HP
- 1921 — Wolseley А9 15/40НР
  - Wolseley С8 20НР
- 1922 — Wolseley Н7 7НР
- 1923 — Wolseley АС7 14НР
- 1925 — Wolseley Е4 11/22НР
  - Wolseley АС8 16/35НР
  - Wolseley 24/55НР
- 1927 — Wolseley Е6 16/45НР (Silent Six)
- 1928 — Wolseley Е4М 12/32НР
  - Wolseley E7D 21/60HP
- 1929 — Wolseley Е8М 21/60НР
  - Wolseley 32/80НР
- 1930 — Wolseley Hornet
  - Wolseley Viper
- 1933 — Wolseley 16НР
- 1934 — Wolseley 9НР
  - Wolseley 14НР
- 1935 — Wolseley 18НР
  - Wolseley Wasp 10HP
  - Wolseley New Hornet
  - Wolseley New Fourteen
- 1936 — Wolseley 16HP
  - Wolseley 21НР
  - Wolseley 25НР
- 1937 — Wolseley 10/40НР
  - Wolseley 12/48НР
  - Wolseley 14/56НР
- 1938 — Wolseley 14/60НР
  - Wolseley 16/65НР
  - Wolseley 18/80НР
  - Wolseley 10НР
  - Wolseley 18/85НР
- 1945 — Wolseley 18НР
  - Wolseley 14НР
  - Wolseley 12НР
- 1946 — Wolseley 8НР
- 1947 — Wolseley Oxford Taxi
- 1948 — Wolseley FV1800 Mudlark
- 1949 — Wolseley 4/50
  - Wolseley 6/80
- 1952 — Wolseley 4/44
- 1954 — Wolseley 6/90
- 1956 — Wolseley 15/50
- 1957 — Wolseley 1500
  - Wolseley 1200 (Ірландія)
- 1958 — Wolseley 15/60
- 1959 — Wolseley 6/99
  - Wolseley 300 (Данія)
- 1960 — Wolseley Hornet
- 1961 — Wolseley 6/110
  - Wolseley 16/60
- 1962 — Wolseley 24/80 (Австралія)
- 1965 — Wolseley 1100
- 1967 — Wolseley 1300
  - Wolseley 18/85
- 1972 — Wolseley Six
- 1975 — Wolseley 2200